# 美の巨人たち
『美の巨人たち』（びのきょじんたち）は、テレビ東京系列で2000年4月8日から毎週土曜22:00 - 22:30（JST）に放送されている美術系教養番組。2019年4月6日から番組名が『新美の巨人たち』となり、美術鑑賞をテーマとする旅番組となっている。

## 概要
この番組では、美術界の巨匠が制作した絵画・彫刻・彫像・建築物・写真などを、「今日の一枚」と題して小話・小芝居を交えながら紹介している。
BSジャパンでもかつて日曜19:30などから放送されており（正しくは放送再開）、その放送時間は現在に至るまで様々に変わっている。全編フルハイビジョン制作。また、地上アナログ放送ではレターボックス形式で放送されていた。同時ネット局のみ字幕放送を実施している。時差ネット局のBSジャパンも以前は字幕放送を開局当初から行っていたが、現在は字幕放送は非対応である。
2006年12月放送分まではセイコーエプソンの一社提供であったため、正式タイトルが『EPSON MUSEUM 美の巨人たち』（エプソンミュージアム びのきょじんたち）であった。その後、2007年1月放送分からは、スポンサーがキリンビール、キリンビバレッジとなり、正式タイトルは『KIRIN ART GALLERY 美の巨人たち』（キリンアートギャラリー びのきょじんたち）となった。2017年4月放送分からは、スポンサーに損保ジャパン日本興亜が加わり二社提供になったが、正式タイトルに変化はない。2020年3月放送分をもって損保ジャパン日本興亜が二社目のスポンサーを降板し、翌月放送分からは二社目のスポンサーがヘーベルハウスに交代した。
第1回の放送では、ピカソが戦争に対する怒りを表したと言われる大作『ゲルニカ』を紹介した。5周年記念の回ではエッフェル塔に関る作品を紹介し、ナレーターの小林薫もフランスに赴いた。当初は広く知れ渡っている大家を紹介していたが、一般にはさほど知られていない芸術家をも取り上げるようになり、美術の普及に一役買っている。
2013年12月、フランス観光開発機構やエールフランスなどが創設した「第13回ルポルタージュ大賞」（テレビ部門）を受賞した。この賞は観光地としてのフランスの魅力を伝えた質の高い番組や記事などを対象としたものである。
番組では人間技とは思えない作品（特に金工、牙彫、根付、自在置物、七宝等工芸品）の技を称して「超絶技巧」と称している。
2019年4月6日より番組タイトルを『新美の巨人たち』に改めリニューアルした。Art Traveler（アートトラベラー）たちの一人が毎回、作品に関係ある場所へ行き、作品を鑑賞したり制作者の人生に迫る旅番組となっている。2022年10月1日からはヘーベルハウスの一社提供となり、番組名も『HEBEL HAUS MUSEUM 新美の巨人たち』（ヘーベルハウスミュージアム しんびのきょじんたち）に改名した。

### 番組の内容
ほとんどの回は1回限りのミニストーリーとなっていて、舞台は時代、国を問わず、ジャンルもミステリーや恋愛話に回想録、果ては「魔女と魔法の鏡」（『真珠の耳飾りの少女』の回）といったファンタジックなものなど様々で、建築作品を紹介する回でしばしば登場する真っ黒い姿の二人組「モデュロール兄弟」と日本国内の美術館を紹介する回で稀に登場する50代の主婦「桜子」は定番キャラクターとなっている。「モデュロール兄弟」は、ル・コルビュジエが用いた人型がモチーフである。桜子にはサラリーマンの夫がいたが、最近定年退職した。他に、番組で浮世絵作品などを紹介する際には、ボストン在住の浮世絵コレクターのジョンストン・マーフィーが登場することがある。また、ジョンストン・マーフィーの息子（ジョンストン・マーフィーJr.）は、現在東京在住として登場している。それ以外にも「絵画警察」「弓曳き君＆文字書き君」（文字書き人形の回）「小説家と編集者」（『民衆を導く自由の女神』の回）「古書堂の店主」（雲竜図の回）などキャラクターによっては数回登場する場合もある。また2014年までに「絵画警察」は日本の他に、イギリス、フランス、スペイン、オランダ、オーストリア、イタリア、ベルギーの各国の署が登場している。
2009年 - 2015年の放送では、斎藤洋介（北大路魯山人の回、狩野元信の回、中尊寺金色堂の回など）、田中美里（平田郷陽の回）、ARATA（石川雲蝶の回）、本田博太郎（杉浦非水の回）、渡辺いっけい（長谷川等伯の回、雪村周継の回）、山村紅葉（竹久夢二の回、狩野一信の回）、コウメ太夫（東洲斎写楽の回）、藤村俊二（国会議事堂の回）、渡辺哲、松尾諭（2人はこれまでコンビで登場している。宮本武蔵の回、横山大観の回）、TKO（歌川広重の回。2人は彫師と刷師のコンビとして出演している）、他にドランクドラゴンの鈴木拓が呉服店の若旦那として、アンジャッシュの児嶋一哉がその馴染みの喫茶店のマスターとして、数多くの役者・芸人もミニストーリーに出演している。特に斎藤は、バーのマスター、小料理屋の主など、複数の役で出演している。また、渡辺いっけいは絵画警察の警部という役どころで出演している。また、清水三年坂美術館の所蔵品（根付、香炉など）を取り上げる際には自局の番組である『YOUは何しに日本へ?』のセルフパロディを行っている。

## 出演者

### 美の巨人たち
ナレーション
- 小林薫（提供読みを含む全編。2013年2月23日・3月2日放送の「パリを彩る美しき歴史遺産スペシャル」ではナレーションのほかレポーターとして顔出し出演。）
- 蒼井優（2015年4月4日 - 2017年9月30日）[3]
- 神田沙也加（2017年10月7日 - 2019年3月30日）[4]

### 新美の巨人たち
ナレーター
- 上野樹里（2024年10月 - ） - 隔週で担当
- 磯村勇斗（2024年10月 - ） - 隔週で担当[5]

Art Traveler
- 又吉直樹
- 貫地谷しほり
- 井浦新
- 要潤
- シシド・カフカ
- 田中麗奈
- 内田有紀
- 田中卓志（アンガールズ）

上記の出演者が2022年7月現在、番組HPにArt Travelerとして記載されている。他の出演者については、放送リストを参照。

## 放送リスト（美の巨人たち）
| 回 | 作品・テーマ                                                                                   | 所蔵先                                   | 初回放送日 |
| -- | ---------------------------------------------------------------------------------------------- | ---------------------------------------- | ---------- |
| 1  | パブロ・ピカソ「ゲルニカ」                                                                     | ソフィア王妃芸術センター                 | 4月8日     |
| 2  | ポール・セザンヌ「画家の父」                                                                   | ワシントン・ナショナル・ギャラリー       | 4月15日    |
| 3  | ポール・ゴーギャン「マナオ・トゥパパウ（死霊が見ている）」                                     | オルブライト＝ノックス美術館             | 4月22日    |
| 4  | サルバドール・ダリ「記憶の固執」                                                               | ニューヨーク近代美術館                   | 4月29日    |
| 5  | フィンセント・ファン・ゴッホ「星月夜」                                                         | ニューヨーク近代美術館                   | 5月6日     |
| 6  | レンブラント・ファン・レイン「夜警」                                                           | アムステルダム国立美術館                 | 5月13日    |
| 7  | アンリ・ド・トゥールーズ＝ロートレック「ムーラン・ルージュ（ムーラン・ルージュのラ・グリュ）」 | トゥールーズ＝ロートレック美術館         | 5月20日    |
| 8  | ヨハネス・フェルメール「牛乳を注ぐ女」                                                         | アムステルダム国立美術館                 | 5月27日    |
| 9  | ディエゴ・ベラスケス「ラス・メニーナス」                                                       | プラド美術館                             | 6月3日     |
| 10 | クロード・モネ「日傘をさす女」                                                                 | オルセー美術館                           | 6月10日    |
| 11 | フランシスコ・デ・ゴヤ「裸のマハ」                                                             | プラド美術館                             | 6月17日    |
| 12 | アンリ・ルソー「蛇使いの女」                                                                   | オルセー美術館                           | 6月24日    |
| 13 | レオナルド・ダ・ヴィンチ「最後の晩餐」                                                         | サンタ・マリア・デッレ・グラツィエ修道院 | 7月1日     |
| 14 | ピエール＝オーギュスト・ルノワール「ムーラン・ド・ラ・ギャレット」                             | オルセー美術館                           | 7月8日     |
| 15 | 棟方志功「釈迦十大弟子」                                                                       |                                          | 7月15日    |
| 16 | アメデオ・モディリアーニ「ジャンヌ・エビュテルヌの肖像(青い目)」                               | パリ市立近代美術館                       | 7月22日    |
| 17 | 葛飾北斎「凱風快晴」                                                                           |                                          | 7月29日    |
| 18 | グスタフ・クリムト「接吻」                                                                     | オーストリア・ギャラリー                 | 8月5日     |
| 19 | エドヴァルド・ムンク「叫び」                                                                   | オスロ国立美術館                         | 8月12日    |
| 20 | エドゥアール・マネ「草上の昼食」                                                               | オルセー美術館                           | 8月19日    |
| 21 | エゴン・シーレ「死と乙女」                                                                     | オーストリア・ギャラリー                 | 8月26日    |
| 22 | 上村松園「序の舞」                                                                             | 東京芸術大学大学美術館                   | 9月2日     |
| 23 | エル・グレコ「聖衣剥奪」                                                                       | トレド大聖堂                             | 9月9日     |
| 24 | ラファエロ・サンティ「ラ・フォルナリーナ」                                                     | 国立古典絵画館                           | 9月16日    |
| 25 | ルネ・マグリット「光の帝国」                                                                   | ベルギー王立美術館                       | 9月30日    |
| 26 | 岡本太郎「森の掟」                                                                             | 川崎市岡本太郎美術館                     | 10月7日    |
| 27 | アントニオ・ガウディ「サグラダ・ファミリア」                                                   |                                          | 10月14日   |
| 28 | 梅原龍三郎「桜島（青）」                                                                       | 東京国立近代美術館                       | 10月21日   |
| 29 | ピーテル・ブリューゲル「ネーデルラントの諺」                                                   | 絵画館 (ベルリン)                        | 10月28日   |
| 30 | ジャン・フランソワ・ミレー「晩鐘」                                                             | オルセー美術館                           | 11月4日    |
| 31 | 伊藤若冲「菜虫譜」                                                                             | 佐野市立吉澤記念美術館                   | 11月11日   |
| 32 | エドガー・ドガ「エトワールまたは舞台の踊り子」                                                 | オルセー美術館                           | 11月18日   |
| 33 | 岸田劉生「麗子微笑」                                                                           | 東京国立博物館                           | 11月25日   |
| 34 | アンディー・ウォーホル「キャンベル・スープ缶200個」                                            | 個人蔵                                   | 12月2日    |
| 35 | ジョゼフ・マロード・ウィリアム・ターナー「雨、蒸気、スピード グレートウェスタン鉄道」          | ナショナル・ギャラリー                   | 12月9日    |
| 36 | ベン・シャーン「盲目のアコーディオン弾き」                                                     | ノイバーガー美術館                       | 12月16日   |
| 37 | ジョン・エヴァレット・ミレイ「オフィーリア」                                                   | テート・ブリテン                         | 12月23日   |

| 回 | 作品・テーマ | 所蔵先                                           | 初回放送日 |
| -- | --- | ------------------------------------------------ | ---------- |
| 38 | 美の巨人たち正月スペシャル -パリ・オルセー美術館の至福～小林薫・名画にしびれた3日間-                               |                                                  | 1月1日     |
| 39 | ピーテル・パウル・ルーベンス「キリスト降架」                                                                       | 聖母大聖堂 (アントウェルペン)                    | 1月6日     |
| 40 | モーリス・ユトリロ「コタン小路」                                                                                   | 国立近代美術館 (フランス)                        | 1月13日    |
| 41 | ヒエロニムス・ボス「快楽の園」                                                                                     | プラド美術館                                     | 1月20日    |
| 42 | オーギュスト・ロダン「考える人」                                                                                   |                                                  | 1月27日    |
| 43 | ウジェーヌ・ドラクロワ「民衆を導く自由の女神」                                                                     | ルーヴル美術館                                   | 2月3日     |
| 44 | 長谷川等伯「楓図」                                                                                                 | 智積院                                           | 2月10日    |
| 45 | エミール・ガレ「ひとよ茸」                                                                                         |                                                  | 2月17日    |
| 46 | 山下清「長岡の花火」                                                                                               | 個人蔵                                           | 2月24日    |
| 47 | レオナルド・ダ・ヴィンチ「モナ・リザ」                                                                             | ルーヴル美術館                                   | 3月3日     |
| 48 | カラヴァッジョ「洗礼者聖ヨハネの斬首」                                                                             | 聖ヨハネ准司教座聖堂                             | 3月10日    |
| 49 | ティツィアーノ・ヴェチェッリオ「聖母被昇天」                                                                       | サンタ・マリア・グロリオーザ・デイ・フラーリ聖堂 | 3月17日    |
| 50 | サンドロ・ボッティチェッリ「ヴィーナスの誕生」                                                                     | ウフィツィ美術館                                 | 3月24日    |
| 51 | ジョルジョ・デ・キリコ「通りの神秘と憂愁」                                                                         | 個人蔵                                           | 3月31日    |
| 52 | 俵屋宗達「舞楽図屏風」                                                                                             | 醍醐寺                                           | 4月7日     |
| 53 | ポール・セザンヌ「松の木のあるサント・ヴィクトワール山」                                                           | コートールド美術館                               | 4月21日    |
| 54 | 中川一政「駒ヶ岳」                                                                                                 | 中川一政美術館                                   | 4月28日    |
| 55 | ジョルジュ・ド・ラ・トゥール「いかさま師」                                                                         | ルーヴル美術館                                   | 5月5日     |
| 56 | ラファエロ・サンティ「ラ・ヴェラータ」                                                                             | パラティーナ美術館                               | 5月12日    |
| 57 | 歌川広重「名所江戸百景 亀戸梅屋舗」                                                                                |                                                  | 5月19日    |
| 58 | ミケランジェロ・ブオナローティ「ブルートゥス」                                                                     | バルジェロ美術館                                 | 5月26日    |
| 59 | 竹久夢二「黒船屋」                                                                                                 | 竹久夢二伊香保記念館                             | 6月2日     |
| 60 | パウル・クレー「パルナッソス山へ」                                                                                 | ベルン美術館                                     | 6月9日     |
| 61 | 村山槐多「尿する裸僧」                                                                                             | 長野県信濃美術館・東山魁夷館                     | 6月16日    |
| 62 | ピエール＝オーギュスト・ルノワール「浴女たち」                                                                     | オルセー美術館                                   | 6月23日    |
| 63 | 雪舟「慧可断臂図」                                                                                                 | 斉年寺                                           | 6月30日    |
| 64 | フィンセント・ファン・ゴッホ「オーヴェルの教会」                                                                   | オルセー美術館                                   | 7月7日     |
| 65 | エドワード・ホッパー「ナイト・ホークス」                                                                           | シカゴ美術館                                     | 7月14日    |
| 66 | 高村光太郎「鯰」                                                                                                   | 個人蔵                                           | 7月21日    |
| 67 | ジョルジュ・スーラ「グランド・ジャット島の日曜日の午後」                                                           | シカゴ美術館                                     | 7月28日    |
| 68 | マリー・ローランサン「三人の若い女」                                                                               | マリー・ローランサン美術館                       | 8月4日     |
| 69 | 与謝蕪村「夜色楼台図」                                                                                             | 個人蔵                                           | 8月11日    |
| 70 | ピエール・ボナール「入浴する裸婦」                                                                                 | パリ市立近代美術館                               | 8月18日    |
| 71 | ジョルジュ・ルオー「聖顔」                                                                                         | 国立近代美術館 (フランス)                        | 8月25日    |
| 72 | パブロ・ピカソ「科学と慈愛」                                                                                       | ピカソ美術館 (バルセロナ)                        | 9月1日     |
| 73 | パブロ・ピカソ「青の時代の自画像」                                                                                 | ピカソ美術館 (パリ)                              | 9月8日     |
| 74 | 円山応挙「氷図屏風」                                                                                               | 大英博物館                                       | 9月15日    |
| 75 | ドミニク・アングル「グランド・オダリスク」                                                                         | ルーヴル美術館                                   | 9月22日    |
| 76 | ジャクソン・ポロック「ナンバー30 秋のリズム」                                                                      | メトロポリタン美術館                             | 9月29日    |
| 77 | ポール・ゴーギャン「説教のあとの幻影」                                                                             | スコットランド国立美術館                         | 10月6日    |
| 78 | ジェームズ・マクニール・ホイッスラー「灰色と黒のアレンジメント・画家の母の肖像」                                   | オルセー美術館                                   | 10月13日   |
| 79 | ジュール・パスキン「横たわる女あるいはマノリータ」                                                                 | 国立近代美術館 (フランス)                        | 10月20日   |
| 80 | ヨハネス・フェルメール「デルフト眺望」                                                                             | マウリッツハイス美術館                           | 10月27日   |
| 81 | 奥村土牛「鳴門」                                                                                                   | 山種美術館                                       | 11月3日    |
| 82 | ヤン・ファン・エイク「アルノルフィーニ夫妻の肖像」                                                                 | ナショナル・ギャラリー                           | 11月10日   |
| 83 | 宮本武蔵「枯木鳴鵙図」                                                                                             | 和泉市久保惣記念美術館                           | 11月17日   |
| 84 | オーブリー・ビアズリー「おまえに口付けしたよ、ヨカナーン」                                                         |                                                  | 11月24日   |
| 85 | マルク・シャガール「ワイングラスを持った二人の肖像」                                                               | 国立近代美術館 (フランス)                        | 12月1日    |
| 86 | 谷内六郎「上総の町は貨車の列 火の見の高さに海がある」                                                              | 横須賀美術館                                     | 12月8日    |
| 87 | オディロン・ルドン「目を閉じて」                                                                                   | オルセー美術館                                   | 12月15日   |
| 88 | 曾我蕭白「群仙図屏風」                                                                                             | 文化庁                                           | 12月22日   |
| 89 | 【スペシャル】-メディチ家の画家たち ボッティチェリＶＳレオナルド・ダ・ヴィンチ- 「春（プリマベーラ）」「受胎告知」 | ウフィツィ美術館                                 | 12月29日   |

| 回     | 作品・テーマ                                                                                   | 所蔵先                                  | 初回放送日 |
| ------ | ---------------------------------------------------------------------------------------------- | --------------------------------------- | ---------- |
| 142    | アンドレ・ル・ノートル「ヴェルサイユ宮殿庭園」                                                 |                                         | 1月4日     |
| 143    | ルイス・バラガン「ヒラルディ邸」                                                               |                                         | 1月11日    |
| 144    | 佐伯祐三「ガス燈と広告」                                                                       | 東京国立近代美術館                      | 1月18日    |
| 145    | オノレ・ドーミエ「洗濯女」                                                                     | オルセー美術館                          | 1月25日    |
| 146    | 「十一面千手千眼観世音菩薩」                                                                   | 三十三間堂                              | 2月1日     |
| 147    | モーリス・ド・ヴラマンク「サン・モーリス・レ・シャランセイ」                                   | オルセー美術館                          | 2月8日     |
| 148    | 小磯良平「斉唱」                                                                               | 兵庫県立美術館                          | 2月15日    |
| 149    | ピーテル・ブリューゲル「雪中の狩人」                                                           | 美術史美術館                            | 2月22日    |
| 150    | 雪舟「秋冬山水図・冬」                                                                         | 東京国立博物館                          | 3月1日     |
| 151    | ピーテル・パウル・ルーベンス「小さな毛皮」                                                     | 美術史美術館                            | 3月8日     |
| 152    | 【150回スペシャル】 横山大観「生々流転」                                                       | 東京国立近代美術館                      | 3月15日    |
| 153    | エル・グレコ「トレド風景」                                                                     | メトロポリタン美術館                    | 3月22日    |
| 154    | パブロ・ピカソ「アヴィニョンの娘たち」                                                         | ニューヨーク近代美術館                  | 4月5日     |
| 155    | 喜多川歌麿「ビードロを吹く娘」                                                                 | 東京国立博物館                          | 4月12日    |
| 156    | エドゥアール・マネ「フォリー・ベルジェールのバー」                                             | コートールド美術館                      | 4月19日    |
| 157    | 尾形光琳「紅白梅図屏風」                                                                       | MOA美術館                               | 4月26日    |
| 158    | フランシスコ・デ・ゴヤ「マドリッド、1808年5月3日 プリンシペ・ピオの丘での虐殺」                | プラド美術館                            | 5月3日     |
| 159    | 関根正二「三星」                                                                               | 東京国立近代美術館                      | 5月10日    |
| 160    | バルトロメ・エステバン・ムリーリョ「無原罪の御宿り」                                           | プラド美術館                            | 5月17日    |
| 161    | ティントレット「最後の晩餐」                                                                   | サン・ジョルジョ・マッジョーレ教会      | 5月24日    |
| 162    | カラヴァッジョ「ロレートの聖母」                                                               | サンタゴスティーノ教会                  | 5月31日    |
| 163    | 【日本の美術館に女を見に行く】シリーズ1 萬鉄五郎「女の顔（ボアの女）」                         | 岩手県立美術館                          | 6月7日     |
| 164    | 【日本の美術館に女を見に行く】シリーズ2 黒田清輝「智・感・情」                                 | 黒田記念館                              | 6月14日    |
| 165    | 【日本の美術館に女を見に行く】シリーズ3 小倉遊亀「姉妹」                                       | 滋賀県立近代美術館                      | 6月21日    |
| 166167 | 【シリーズ印象派への旅】1 カミーユ・ピサロ「エルミタージュの丘、ポントワーズ」                 | オルセー美術館                          | 7月5日     |
| 168    | 【シリーズ印象派への旅】2 ピエール＝オーギュスト・ルノワール「田舎のダンス」vs「都会のダンス」 | オルセー美術館                          | 7月12日    |
| 169    | 【シリーズ印象派への旅】3 クロード・モネ「ジヴェルニー三題」                                   |                                         | 7月19日    |
| 170    | 【シリーズ印象派への旅】4 フィンセント・ファン・ゴッホ「ひまわり」                             | 東郷青児記念 損保ジャパン日本興亜美術館 | 7月26日    |
| 171    | 宮本武蔵「布袋観闘鶏図」                                                                       | 福岡市美術館                            | 8月2日     |
| 172    | 北村西望「平和祈念像」                                                                         |                                         | 8月9日     |
| 173    | 円山応挙「幽霊図」                                                                             | 久渡寺                                  | 8月16日    |
| 174    | 松本竣介「Ｙ市の橋」                                                                           | 東京国立近代美術館                      | 8月23日    |
| 175    | 池大雅「瀟湘勝概図屏風」                                                                       | 個人蔵                                  | 8月30日    |
| 176    | エカチェリーナ2世「エルミタージュ美術館」                                                      |                                         | 9月6日     |
| 177    | レンブラント・ファン・レイン「放蕩息子の帰宅」                                                 | エルミタージュ美術館                    | 9月13日    |
| 178    | アンリ・マティス「ダンス」                                                                     | エルミタージュ美術館                    | 9月20日    |
| 179    | アルブレヒト・デューラー「メランコリア I」                                                     |                                         | 9月27日    |
| 180    | 俵屋宗達「風神雷神図屏風」                                                                     | 建仁寺                                  | 10月4日    |
| 181    | マウリッツ・エッシャー「滝」                                                                   |                                         | 10月11日   |
| 182    | 安井曽太郎「金蓉」                                                                             | 東京国立近代美術館                      | 10月25日   |
| 183    | 【シリーズ <描かれた風景>を見に行く】１ アルフレッド・シスレー「モレ シュル ロワン」           | 個人蔵                                  | 11月1日    |
| 184    | 【シリーズ <描かれた風景>を見に行く】2 エドヴァルド・ムンク「太陽」                            | オスロ大学                              | 11月8日    |
| 185    | 【シリーズ <描かれた風景>を見に行く】3 エドワード・ホッパー「灯台のある丘」                    | ダラス美術館                            | 11月15日   |
| 186    | 【シリーズ <描かれた風景>を見に行く】4 カスパー・ダーヴィト・フリードリヒ「エルデナ修道院跡」  | 旧国立美術館 (ベルリン)                 | 11月22日   |
| 187    | 【シリーズ <描かれた風景>を見に行く】5 中村彝「海辺の村～白壁の家」                            | 東京国立博物館                          | 11月29日   |
| 188    | -天使の降り立つ街でジャン・コクトーに出会う- 「サン・ピエール礼拝堂壁画」ほか                  |                                         | 12月6日    |
| 189    | グランマ・モーゼス「砂糖作り」                                                                 | 東郷青児記念 損保ジャパン日本興亜美術館 | 12月13日   |
| 190    | ノーマン・ロックウェル「アメリカの肖像」(前編)                                                 |                                         | 12月20日   |
| 191    | ノーマン・ロックウェル「アメリカの肖像」(後編)                                                 |                                         | 12月27日   |

| 回  | 作品・テーマ                                                                                              | 所蔵先                                              | 初回放送日 |
| --- | --- | --------------------------------------------------- | ---------- |
| 192 | 富岡鉄斎「富士山図屏風」                                                                                  | 鉄斎美術館                                          | 1月10日    |
| 193 | フランク・ロイド・ライト「旧帝国ホテル」                                                                  |                                                     | 1月17日    |
| 194 | 東山魁夷「白い馬の見える風景」                                                                            | 長野県信濃美術館・東山魁夷館                        | 1月24日    |
| 195 | ジュゼッペ・アルチンボルド「夏」                                                                          | ルーヴル美術館                                      | 1月31日    |
| 196 | 歌川国芳「みかけはこわゐがとんだいい人だ」                                                                |                                                     | 2月7日     |
| 197 | カミーユ・クローデル「分別盛り」                                                                          | ロダン美術館                                        | 2月14日    |
| 198 | クロード・モネ「アルジャントゥイユの鉄橋」 ピエール＝オーギュスト・ルノワール「アルジャントゥイユの鉄橋」 | オルセー美術館                                      | 2月21日    |
| 199 | 狩野内膳「南蛮屏風」                                                                                      | 神戸市立博物館                                      | 2月28日    |
| 200 | ジョルジュ・クレラン「サラ・ベルナールの肖像」                                                            | プティ・パレ美術館                                  | 3月6日     |
| 201 | 木村荘八「新宿駅」                                                                                        | 東京国立近代美術館                                  | 3月13日    |
| 202 | 渡辺崋山「鷹見泉石像」                                                                                    | 東京国立博物館                                      | 3月20日    |
| 203 | 200回記念スペシャル 「世界を巡った“危険な”色～プルシャン・ブルー～」                                      |                                                     | 3月27日    |
| 204 | マン・レイ「アングルのヴァイオリン」                                                                      | 国立近代美術館 (フランス)                           | 4月3日     |
| 205 | 東郷青児「望郷」                                                                                          | 東郷青児記念 損保ジャパン日本興亜美術館             | 4月10日    |
| 206 | ルネ・ラリック「クレール フォンテーヌ」                                                                   |                                                     | 4月17日    |
| 207 | 高間筆子「自画像」と詩画集                                                                                |                                                     | 4月24日    |
| 208 | アルフォンス・ミュシャ「スラヴ叙事詩」                                                                    | ヴェレトゥルジュニー宮殿                            | 5月1日     |
| 209 | 池大雅、与謝蕪村「十便図・十宣図」                                                                        | 川端康成記念館                                      | 5月8日     |
| 210 | エクトール・ギマール「メトロ12号線 アベス駅」                                                             |                                                     | 5月15日    |
| 211 | 小川芋銭「水魅戯」                                                                                        | 茨城県近代美術館                                    | 5月22日    |
| 212 | 李仲燮「黄牛」                                                                                            | 個人蔵                                              | 5月29日    |
| 213 | アメデオ・モディリアーニ「おさげ髪の少女」                                                                | 名古屋市美術館                                      | 6月5日     |
| 214 | オスカー・ココシュカ「風の花嫁」                                                                          | バーゼル市立美術館                                  | 6月12日    |
| 215 | モーリス・カンタン・ド・ラ・トゥール「ポンパドゥール侯爵夫人の肖像」                                      | ルーヴル美術館                                      | 6月19日    |
| 216 | フリーデンスライヒ・フンデルトヴァッサー「フンデルトヴァッサー・ハウス」                                  |                                                     | 6月26日    |
| 217 | ラファエロ・サンティ「アテナイの学堂」                                                                    | バチカン宮殿                                        | 7月3日     |
| 218 | 向井潤吉「民家のある風景」                                                                                | 世田谷美術館                                        | 7月10日    |
| 219 | 久隅守景「夕顔棚納涼図屏風」                                                                              | 東京国立博物館                                      | 7月17日    |
| 220 | ミケランジェロ・ブオナローティ「天地創造」                                                                | システィーナ礼拝堂                                  | 7月24日    |
| 221 | 【夏休みスペシャル】 土門拳「こどもたち」                                                                 |                                                     | 7月31日    |
| 222 | 川合玉堂「鵜飼」                                                                                          | 玉堂美術館                                          | 8月7日     |
| 223 | 葛飾北斎「怒涛図」                                                                                        | 北斎館                                              | 8月14日    |
| 224 | 辰野金吾「東京駅駅舎」                                                                                    |                                                     | 8月21日    |
| 225 | 絵師金蔵「二月堂良弁杉之由来」                                                                            | 絵金蔵                                              | 8月28日    |
| 226 | ピーテル・ブリューゲル「バベルの塔」                                                                      | 美術史美術館 ボイマンス・ヴァン・ベーニンゲン美術館 | 9月4日     |
| 227 | 横山大観「海山十題」                                                                                      | 足立美術館 茨城県近代美術館 ポーラ美術館 ほか       | 9月11日    |
| 228 | ポール・デルヴォー「魔女たちの夜宴」                                                                      | ポール・デルヴォー美術館                            | 9月18日    |
| 229 | 小川三知「宮越邸・ステンドグラス」                                                                        |                                                     | 9月25日    |
| 230 | ジョヴァンニ・セガンティーニ「アルプス三連作＝生・死・自然」                                              | セガンティーニ美術館                                | 10月2日    |
| 231 | 勅使河原蒼風「樹獣」                                                                                      | 一般財団法人草月会                                  | 10月9日    |
| 232 | アロイス・カリジェ「ウルスリのすず」                                                                      |                                                     | 10月16日   |
| 233 | 司馬江漢「駿州薩陀山富士遠望図」                                                                          | 静岡県立美術館                                      | 10月23日   |
| 234 | 小杉放庵「泉」                                                                                            | 小杉放菴記念日光美術館                              | 10月30日   |
| 235 | 速水御舟「炎舞」                                                                                          | 山種美術館                                          | 11月6日    |
| 236 | テオドール・ジェリコー「エプソムの競馬」                                                                  | ルーヴル美術館                                      | 11月13日   |
| 237 | 伝鳥羽僧正「鳥獣戯画」                                                                                    | 高山寺                                              | 11月20日   |
| 238 | ギュスターヴ・クールベ「鱒」                                                                              | チューリッヒ美術館                                  | 11月27日   |
| 239 | 古賀春江「海」                                                                                            | 東京国立近代美術館                                  | 12月4日    |
| 240 | ジュリオ・ロマーノ「テ宮殿」                                                                              |                                                     | 12月11日   |
| 241 | グイド・レーニ「ベアトリーチェ・チェンチの肖像」                                                          | 国立古典絵画館                                      | 12月18日   |
| 242 | 鉄川与助「田平教会」                                                                                      |                                                     | 12月25日   |

| 回  | 作品・テーマ | 所蔵先                                     | 初回放送日 |
| --- | --- | ------------------------------------------ | ---------- |
| 243 | トマス・ゲインズバラ「アンドリューズ夫妻」 | ナショナル・ギャラリー                     | 1月8日     |
| 244 | 岩佐又兵衛「山中常盤物語絵巻」 | MOA美術館                                  | 1月15日    |
| 245 | エミール・ガレ「手」 | オルセー美術館                             | 1月22日    |
| 246 | 佐藤哲三「みぞれ」 | 個人蔵                                     | 1月29日    |
| 247 | ジョセフ・ライト「空気ポンプの実験」 | ナショナル・ギャラリー                     | 2月5日     |
| 248 | 長澤蘆雪「虎図」 | 串本応挙芦雪館                             | 2月12日    |
| 249 | ジョルジュ・ド・ラ・トゥール「常夜灯のあるマグダラのマリア」 | ルーヴル美術館                             | 2月19日    |
| 250 | 長谷川潾次郎「猫」 | 宮城県美術館                               | 2月26日    |
| 251 | 香月泰男「青の太陽」 | 山口県立美術館                             | 3月5日     |
| 252 | 浅井忠「収穫」 | 東京芸術大学大学美術館                     | 3月12日    |
| 253 | 【250回記念スペシャル】 ギュスターヴ・エッフェル「エッフェル塔」 |                                            | 3月19日    |
| 254 | アンリ・ド・トゥールーズ＝ロートレック「ムーラン街のサロン」 | トゥールーズ＝ロートレック美術館           | 3月26日    |
| 255 | いわさきちひろ「緑の中の少女」 | ちひろ美術館・東京                         | 4月2日     |
| 256 | アンリ・マティス「ロザリオ礼拝堂」 |                                            | 4月9日     |
| 257 | 英一蝶「布晒舞図」 | 遠山記念館                                 | 4月16日    |
| 258 | 谷中安規「街の本」 | 須坂版画美術館                             | 4月23日    |
| 259 | ジェームズ・アンソール「首つり死体を奪い合う骸骨たち」 | アントワープ王立美術館                     | 4月30日    |
| 260 | 三岸好太郎「飛ぶ蝶」 | 北海道立三岸好太郎美術館                   | 5月7日     |
| 261 | 三岸節子「自画像」「さくらがさいた」 | 三岸節子記念美術館                         | 5月14日    |
| 262 | ジャン・ロレンツォ・ベルニーニ「聖テレジアの法悦」 | サンタ・マリア・デッラ・ヴィットーリア教会 | 5月21日    |
| 263 | 土田麦僊「大原女」 | 京都国立近代美術館                         | 5月28日    |
| 264 | フランス・ハルス「養老院の女性理事たち」 | フランス・ハルス美術館                     | 6月4日     |
| 265 | ル・コルビュジエ「小さな家」 |                                            | 6月11日    |
| 266 | 小出楢重「Nの家族」 | 大原美術館                                 | 6月18日    |
| 267 | アメデオ・モディリアーニ「自画像」 | サンパウロ大学現代美術館                   | 6月25日    |
| 268 | 発表！あなたが選ぶ一枚(1)絵画史上もっとも美しい女性の肖像画は？ ヨハネス・フェルメール「真珠の耳飾りの少女」                                                                                  | マウリッツハイス美術館                     | 7月2日     |
| 269 | あなたが選ぶ一枚(2)あなたが一番好きな風景画は？ フィンセント・ファン・ゴッホ「夜のカフェテラス」                                                                                              | クレラー・ミュラー美術館                   | 7月9日     |
| 270 | あなたが選ぶ一枚(3)あなたが一番好きな風景画は？ 東山魁夷「道」 | 東京国立近代美術館                         | 7月16日    |
| 271 | あなたが選ぶ一枚(4)もっとも美しい女性の肖像画は？ 黒田清輝「湖畔」 | 黒田記念館                                 | 7月23日    |
| 272 | 夏休みに行きたい！シリーズ(1) 岡本太郎「太陽の塔」 |                                            | 7月30日    |
| 273 | 夏休みに行きたい！シリーズ(2) 山田かまち「プリーズ・ミスター・ポストマン」 | 高崎市山田かまち美術館                     | 8月6日     |
| 274 | 夏休みに行きたい！シリーズ(3) イサム・ノグチ「モエレ沼公園」 |                                            | 8月13日    |
| 275 | 夏休みに行きたい！シリーズ(4) 秋野不矩（前編）「姉妹～渡河～」 | 浜松市秋野不矩美術館                       | 8月20日    |
| 276 | 夏休みに行きたい！シリーズ(5) 秋野不矩（後編）「オリッサの寺院」 | 浜松市秋野不矩美術館                       | 8月27日    |
| 277 | ヘリット・リートフェルト「レッド＆ブルーチェア」 | ユトレヒト中央美術館                       | 9月3日     |
| 278 | コルネリス・ノルベルトゥス・ヘイスブレヒツ「だまし絵」 | コペンハーゲン国立美術館                   | 9月10日    |
| 279 | 白隠慧鶴「達磨図」 | 万寿寺                                     | 9月17日    |
| 280 | モーリス・ユトリロ「ラパン・アジル」 | モーリス・ユトリロ美術館                   | 9月24日    |
| 281 | 木村伊兵衛「本郷森川町」 | 東京都写真美術館                           | 10月1日    |
| 282 | ジャン・オノレ・フラゴナール「ぶらんこ」 | ウォレス・コレクション                     | 10月8日    |
| 283 | 横山操「炎炎桜島」 | 新潟県立近代美術館                         | 10月15日   |
| 284 | ディエゴ・ベラスケス「鏡のヴィーナス」 | ナショナル・ギャラリー                     | 10月22日   |
| 285 | ジョアン・ミロ「農園」 | ワシントン・ナショナル・ギャラリー         | 10月29日   |
| 286 | 原田直次郎「靴屋の親爺」 | 東京芸術大学大学美術館                     | 11月5日    |
| 287 | チャールズ・ムーア他「シーランチ」(前編) |                                            | 11月12日   |
| 288 | チャールズ・ムーア他「シーランチ」(後編) |                                            | 11月19日   |
| 289 | 岡本神草「拳を打てる三人の舞妓の習作」 | 京都国立近代美術館                         | 11月26日   |
| 290 | 1時間スペシャル「キスを巡る四つの愛の物語」 コレッジョ「ユピテルとイオ」 フランチェスコ・アイエツ「接吻」 グスタフ・クリムト「ベートーヴェン・フリーズ」 ロベール・ドアノー「市庁舎前のキス」 | 美術史美術館 ブレラ美術館 セセッション館   | 12月3日    |
| 291 | 中村正義「100枚の自画像」 | 中村正義の美術館                           | 12月10日   |
| 292 | シドニー・ノーラン「ケリー＆ホース」 | ノーラン・ギャラリー                       | 12月17日   |
| 293 | 山下りん「ウラジーミルの聖母」 | 個人蔵                                     | 12月24日   |

| 回  | 作品・テーマ | 所蔵先                                                        | 初回放送日 |
| --- | --- | ------------------------------------------------------------- | ---------- |
| 294 | 福田平八郎「漣」 | 大阪市立近代美術館建設準備室                                  | 1月7日     |
| 295 | ウィリアム・ホガース「放蕩一代記」 | サー・ジョン・ソーンズ美術館                                  | 1月14日    |
| 296 | ウィリアム・ホガース「当世結婚事情」 | ナショナル・ギャラリー                                        | 1月21日    |
| 297 | 川瀬巴水「新版画」 | 千葉市美術館                                                  | 1月28日    |
| 298 | 河井寬次郎（前編）「青瓷鱔血文桃注」「白地草花絵大壺」「緑釉扁壺」 | 河井寛次郎記念館                                              | 2月4日     |
| 299 | 河井寬次郎（後編）「河井寬次郎記念館」 |                                                               | 2月11日    |
| 300 | カール・ラーション「私の家」シリーズ | スウェーデン国立美術館                                        | 2月18日    |
| 301 | ティツィアーノ・ヴェチェッリオ「ヴィーナスとオルガン奏者」 | プラド美術館                                                  | 2月25日    |
| 302 | 伝左甚五郎「眠り猫｣ | 日光東照宮                                                    | 3月4日     |
| 303 | シュザンヌ・ヴァラドン「シーツを手にした裸婦」 | モンマルトル美術館                                            | 3月11日    |
| 304 | 青柳喜兵衛「天翔ける神々」 | 北九州市立美術館                                              | 3月18日    |
| 305 | 長谷川潔「時 静物画」 | 横浜美術館                                                    | 3月25日    |
| 306 | 藤田嗣治（前編）「自画像」 | ベルギー王立美術館                                            | 4月1日     |
| 307 | 藤田嗣治（後編）「ライオンのいる構図」 | エソンヌ県議会                                                | 4月8日     |
| 308 | レオナルド・ダ・ヴィンチ「モナ・リザ」（前編） | ルーヴル美術館                                                | 4月15日    |
| 309 | レオナルド・ダ・ヴィンチ「モナ・リザ」（後編） | ルーヴル美術館                                                | 4月22日    |
| 310 | 梅原龍三郎「高峰秀子像」 | 世田谷美術館                                                  | 4月29日    |
| 311 | ジャック＝ルイ・ダヴィッド「ベルナール峠からアルプスを越えるボナパルト」 | ヴェルサイユ宮殿                                              | 5月6日     |
| 312 | 高島野十郎「夕月」ほか | 福岡県立美術館                                                | 5月13日    |
| 313 | パウル・クレー「ドゥルカマラ島」 | パウル・クレー・センター                                      | 5月20日    |
| 314 | 竹内栖鳳「班猫」 | 山種美術館                                                    | 5月27日    |
| 315 | アンリ・カルティエ＝ブレッソン「サン・ラザール駅裏」 |                                                               | 6月3日     |
| 316 | 靉光「眼のある風景」 |                                                               | 6月10日    |
| 317 | 「サント・シャペルのステンドグラス」 | サント・シャペル                                              | 6月17日    |
| 318 | 葛飾北斎「琉球八景」 | 浦添市美術館                                                  | 6月24日    |
| 319 | 京都日本画ルネサンス 池大雅「瀟湘勝概図屏風」 与謝蕪村「夜色楼台図」 円山応挙「藤花図屏風」 長澤芦雪「白象黒牛図屏風」 曽我蕭白「群仙図屏風」ほか                                            | 個人蔵 根津美術館 エツコ＆ジョー・プライスコレクション 文化庁 | 7月1日     |
| 320 | 伊藤若冲「鳥獣花木図屏風」 | エツコ＆ジョー・プライスコレクション                          | 7月8日     |
| 321 | ジャン・シメオン・シャルダン「赤えい」 | ルーヴル美術館                                                | 7月15日    |
| 322 | アンリ・ルソー「私自身、肖像=風景」 | プラハ国立美術館                                              | 7月22日    |
| 323 | 夏休み！美術館へ行こうシリーズ(1) 棟方志功「御大弁財天御妃尊像図」 | 青森県立美術館                                                | 7月29日    |
| 324 | 夏休み！美術館へ行こうシリーズ(2) 丸木位里、丸木俊「原爆の図」 | 原爆の図丸木美術館                                            | 8月5日     |
| 325 | 夏休み！美術館へ行こうシリーズ(3) 「丸亀市猪熊弦一郎現代美術館」 |                                                               | 8月12日    |
| 326 | 夏休み！美術館へ行こうシリーズ(4)-女たち・大原美術館- エル・グレコ「受胎告知」 ポール・ゴーギャン「かぐわしき大地」 アンリ・マティス「画家の娘」ほか                                         | 大原美術館                                                    | 8月19日    |
| 327 | 夏休み！美術館へ行こうシリーズ(5) 神田日勝「馬」 | 神田日勝記念美術館                                            | 8月26日    |
| 328 | ルートヴィヒ2世「ノイシュバンシュタイン城」 |                                                               | 9月2日     |
| 329 | 竹久夢二「水竹居」 | 竹久夢二美術館                                                | 9月9日     |
| 330 | カスパー・ダーヴィト・フリードリヒ「雲海の上の旅人」 | ハンブルク美術館                                              | 9月23日    |
| 331 | 南桂子「子供と花束と犬」 | ミュゼ浜口陽三・ヤマサコレクション                            | 9月30日    |
| 332 | アンリ・ファンタン＝ラトゥール「バティニョールのアトリエ」 | オルセー美術館                                                | 10月7日    |
| 333 | 歌川国芳「猫のすゞみ」 | 平木浮世絵財団                                                | 10月14日   |
| 334 | ルネ・ラリック「サン・ニケーズ教会のガラス装飾」 | サン・ニケーズ教会                                            | 10月21日   |
| 335 | 植田正治「砂丘シリーズ」 | 植田正治写真美術館                                            | 10月28日   |
| 336 | フランシスコ・デ・スルバラン「聖ウーゴと食卓の奇跡」 | セビーリャ美術館                                              | 11月4日    |
| 337 | 鴨居玲「1982年 私」 | 石川県立美術館                                                | 11月11日   |
| 338 | アントニ・ガウディ「カサ・バトリョの椅子」 | カサ・バトリョ                                                | 11月18日   |
| 339 | 入江泰吉「斑鳩の里落陽」 | 入江泰吉記念奈良市写真美術館                                  | 11月25日   |
| 340 | エド・ヴァン・デル・エルスケン「セーヌ左岸の恋（写真集）」 |                                                               | 12月2日    |
| 341 | 三橋節子「花折峠」 | 三橋節子美術館                                                | 12月9日    |
| 342 | -印象派のパラダイス- クロード・モネ「睡蓮」 フィンセント・ファン・ゴッホ「アルルのゴッホの寝室」 ポール・セザンヌ「サント＝ヴィクトワール山」 ピエール＝オーギュスト・ルノワール「浴女たち」 | オランジュリー美術館 オルセー美術館                           | 12月16日   |
| 343 | レンブラント・ファン・レイン「笑う自画像」 | ヴァルラフ・リヒャルツ美術館                                  | 12月23日   |

| 回  | 作品・テーマ | 所蔵先                                                                                               | 初回放送日 |
| --- | --- | --- | ---------- |
| 344 | ポール・ゴーギャン「我々はどこから来たのか 我々は何者か 我々はどこへ行くのか」 | ボストン美術館                                                                                       | 1月6日     |
| 345 | エドワード・ホッパー「二人のコメディアン」 | 個人蔵                                                                                               | 1月13日    |
| 346 | 平櫛田中「鏡獅子」 | 国立劇場                                                                                             | 1月20日    |
| 347 | サンドロ・ボッティチェッリ「春（プリマベーラ）」 | ウフィツィ美術館                                                                                     | 1月27日    |
| 348 | 藤島武二「室戸遠望」 | 泉屋博古館分館                                                                                       | 2月3日     |
| 349 | フランク・ロイド・ライト「落水荘」 | | 2月10日    |
| 350 | 藤牧義夫「赤陽」 | 東京国立近代美術館                                                                                   | 2月17日    |
| 351 | ヘンドリック・ウィレム・メスダグ「パノラマ・メスダグ」 | | 2月24日    |
| 352 | 岸田劉生「道路と土手と塀」 | 東京国立近代美術館                                                                                   | 3月3日     |
| 353 | マウリッツ・エッシャー「版画の画廊」 | エッシャー美術館                                                                                     | 3月10日    |
| 354 | 福沢一郎「他人の恋」 | 群馬県立館林美術館                                                                                   | 3月17日    |
| 355 | ジョルジュ・ルオー「傷ついた道化師」 | 国立近代美術館 (フランス)                                                                            | 3月24日    |
| 356 | 三上誠「灸点万華鏡」 | 福井県立美術館                                                                                       | 3月31日    |
| 357 | ウジェーヌ・ドラクロワ「アルジェの女たち」 | ルーヴル美術館                                                                                       | 4月7日     |
| 358 | 織田有楽斎「如庵」 | | 4月14日    |
| 359 | ベルト・モリゾ「桜桃の木」 | マルモッタン・モネ美術館                                                                             | 4月21日    |
| 360 | 村上華岳「裸婦図」 | 山種美術館                                                                                           | 4月28日    |
| 361 | ウジェーヌ・アジェ「巴里の街角」 | フランス国立図書館                                                                                   | 5月5日     |
| 362 | 安井曾太郎「婦人像」 | 京都国立近代美術館                                                                                   | 5月12日    |
| 363 | ジョゼフ・マロード・ウィリアム・ターナー「ノラム城 日の出」 | テート・ブリテン                                                                                     | 5月19日    |
| 364 | 谷文晁「富士山図屏風」 | 静岡県立美術館                                                                                       | 5月26日    |
| 365 | 鶴岡政男「重い手」 | 東京都現代美術館                                                                                     | 6月2日     |
| 366 | アルフレッド・ウォリス「青い船」 | テート・ブリテン                                                                                     | 6月9日     |
| 367 | 高村光雲「老猿」 | 東京国立博物館                                                                                       | 6月16日    |
| 368 | マルク・シャガール「彼女をめぐって」 | 国立近代美術館 (フランス)                                                                            | 6月23日    |
| 369 | 金山平三「大石田の最上川」 | 兵庫県立美術館                                                                                       | 6月30日    |
| 370 | 国吉康雄「誰かが私のポスターを破った」 | 個人蔵                                                                                               | 7月7日     |
| 371 | 土屋輝雄「鶏舎」 | 岐阜県美術館                                                                                         | 7月14日    |
| 372 | ジョン・シンガー・サージェント「マダムⅩ」 | メトロポリタン美術館                                                                                 | 7月21日    |
| 373 | 池田満寿夫「女・動物たち」「女」「女の肖像」 | 池田満寿夫美術館                                                                                     | 7月28日    |
| 374 | シリーズ“夏休みに見に行こう“ 木田金次郎「夏の岩内港」 | 木田金次郎美術館                                                                                     | 8月4日     |
| 375 | シリーズ“夏休みに見に行こう“ 川上澄生「初夏の風」 | 川上澄生美術館                                                                                       | 8月11日    |
| 376 | シリーズ“夏休みに見に行こう“ 円空「千面菩薩像」 | 荒子観音寺                                                                                           | 8月18日    |
| 377 | シリーズ“夏休みに見に行こう“ 円空「洞戸 三尊像」 | 関市洞戸円空記念館                                                                                   | 8月25日    |
| 378 | ジョルジュ・スーラ「ポール・アン・ベッサン満潮時の外港」 | オルセー美術館                                                                                       | 9月1日     |
| 379 | 川合玉堂「早乙女」 | 山種美術館                                                                                           | 9月8日     |
| 380 | オーギュスト・ロダン「接吻」 | ロダン美術館                                                                                         | 9月15日    |
| 381 | 香月泰男「おもちゃ」 | 香月泰男美術館                                                                                       | 9月22日    |
| 382 | 耳鳥斎「別世界巻」 | 関西大学図書館                                                                                       | 9月29日    |
| 383 | ミケランジェロ・ブオナローティ「ピエタ」 | サン・ピエトロ大聖堂 ドゥオーモ付属博物館 スフォルツァ城古代美術館                                   | 10月6日    |
| 384 | 鈴木春信「雨夜の宮詣で」 | 東京国立博物館                                                                                       | 10月13日   |
| 385 | コレッジョ「聖母被昇天」 | パルマ大聖堂                                                                                         | 10月20日   |
| 386 | 狩野永徳「唐獅子図屏風」 | 三の丸尚蔵館                                                                                         | 10月27日   |
| 387 | ジョージア・オキーフ「ピンクの上のふたつのカラーリリー」 | フィラデルフィア美術館                                                                               | 11月3日    |
| 388 | 有元利夫「花降る日」 | 小川美術館                                                                                           | 11月10日   |
| 389 | ヨハネス・フェルメール「恋文」 | アムステルダム国立美術館                                                                             | 11月17日   |
| 390 | 足利義政「銀閣寺(慈照寺)」 | | 11月24日   |
| 391 | 高村光太郎「手」 | 東京国立近代美術館                                                                                   | 12月1日    |
| 392 | バルトロメ・エステバン・ムリーリョ「蚤をとる少年」 | ルーヴル美術館                                                                                       | 12月8日    |
| 393 | セミナリオ工房「泰西王侯騎馬図」 | 神戸市立博物館                                                                                       | 12月15日   |
| 394 | ジュゼップ・マリア・ジュジョール「トーラ・ダ・ラ・クレウ」 | | 12月22日   |
| 395 | １時間スペシャル 「ヨーロッパ絵画黄金時代」 サンドロ・ボッティチェッリ「ヴィーナスの誕生」 レンブラント・ファン・レイン「放蕩息子の帰宅」 ヨハネス・フェルメール「真珠の耳飾りの少女」 ジャン・フランソワ・ミレー「落穂拾い」 フィンセント・ファン・ゴッホ「オーヴェルの教会」 クロード・モネ「印象・日の出」ほか | ウフィツィ美術館 エルミタージュ美術館 マウリッツハイス美術館 オルセー美術館 マルモッタン・モネ美術館 | 12月30日   |

| 回  | 作品・テーマ                                                       | 所蔵先                               | 初回放送日 |
| --- | ------------------------------------------------------------------ | ------------------------------------ | ---------- |
| 396 | 仙厓義梵「指月布袋画賛」                                           | 出光美術館                           | 1月5日     |
| 397 | パブロ・ピカソ「ゲルニカ」                                         | ソフィア王妃芸術センター             | 1月12日    |
| 398 | 宮川香山「渡蟹水盤」                                               | 田邊哲人コレクション                 | 1月19日    |
| 399 | ギュスターヴ・カイユボット「床を削る人々」                         | オルセー美術館                       | 1月26日    |
| 400 | 長谷川利行「岸田国士像」                                           | 東京国立近代美術館                   | 2月2日     |
| 401 | ルイス・カムフォート・ティファニー「百合と林檎の花」               | セント・ジェームズ・エピスコパル教会 | 2月9日     |
| 402 | 川端龍子「鳴門」                                                   | 山種美術館                           | 2月16日    |
| 403 | ジャン＝ミシェル・バスキア「Untitled」                             | ニューヨーク近代美術館               | 2月23日    |
| 404 | ティツィアーノ・ヴェチェッリオ「ウルビーノのヴィーナス」           | ウフィツィ美術館                     | 3月8日     |
| 405 | 河鍋暁斎「大和美人図屏風」                                         | 京都国立博物館                       | 3月15日    |
| 406 | テオドール・ジェリコー「メデューズ号の筏」                         | ルーヴル美術館                       | 3月22日    |
| 407 | アメデオ・モディリアーニ「カリアティッド」                         | 個人蔵                               | 3月29日    |
| 408 | 横山大観「夜桜」                                                   | 大倉集古館                           | 4月5日     |
| 409 | 東山魁夷「残照」                                                   | 東京国立近代美術館                   | 4月12日    |
| 410 | クロード・ニコラ・ルドゥー「アル＝ケ＝スナンの王立製塩所」         |                                      | 4月19日    |
| 411 | 石田徹也「飛べなくなった人」                                       | 静岡県立美術館                       | 4月26日    |
| 412 | 小林古径「清姫・日高川」                                           | 山種美術館                           | 5月3日     |
| 413 | アルフレッド・シスレー「ポール・マルリ 洪水と小舟」                | オルセー美術館                       | 5月10日    |
| 414 | 与謝蕪村「山水図屏風」                                             | MIHO MUSEUM                          | 5月17日    |
| 415 | フィンセント・ファン・ゴッホ「古靴」                               | ゴッホ美術館                         | 5月24日    |
| 416 | 岡本帰一「コドモノクニ」表紙                                       |                                      | 5月31日    |
| 417 | エミリー・ウングワレー「アルハルクラ」                             |                                      | 6月7日     |
| 418 | 高橋由一「豆腐」                                                   | 金刀比羅宮高橋由一館                 | 6月14日    |
| 419 | トム・ロバーツ「羊毛の刈り取り」                                   | ビクトリア国立美術館                 | 6月21日    |
| 420 | 甲斐庄楠音「横櫛」                                                 | 広島県立美術館                       | 6月28日    |
| 421 | ジャン＝バティスト・カミーユ・コロー「モルトフォンテーヌの想い出」 | ルーヴル美術館                       | 7月5日     |
| 422 | 片岡球子（前編）「山 富士山」                                      | 北海道立近代美術館                   | 7月12日    |
| 423 | 片岡球子（後編）「面構」                                           | 神奈川県立近代美術館                 | 7月19日    |
| 424 | オシップ・ザッキン「オルフェ」                                     | ザッキン美術館                       | 7月26日    |
| 425 | ディエゴ・ベラスケス「薔薇色の衣装のマルガリータ王女」             | 美術史美術館                         | 8月2日     |
| 426 | 建築シリーズ 原三渓「三渓園」                                      |                                      | 8月9日     |
| 427 | 建築シリーズ 丹下健三「国立代々木競技場」                          |                                      | 8月16日    |
| 428 | 建築シリーズ ウイリアム・メレル・ヴォーリズ「浮田山荘」            |                                      | 8月23日    |
| 429 | 建築シリーズ 平清盛「厳島神社」                                    |                                      | 8月30日    |
| 430 | ルネ・マグリット「白紙委任状」                                     |                                      | 9月6日     |
| 431 | 奥村土牛「門」                                                     | 山種美術館                           | 9月13日    |
| 432 | フェルナン・クノップフ「記憶」                                     | ベルギー王立美術館                   | 9月20日    |
| 433 | 松本竣介「水を飲む子ども」                                         | 岩手県立美術館                       | 9月27日    |
| 434 | ロイ・リキテンスタイン「ヘアリボンの少女」                         | 東京都現代美術館                     | 10月4日    |
| 435 | ユージン・スミス「楽園への歩み」                                   | 京都国立近代美術館                   | 10月11日   |
| 436 | 礒田湖龍斎「雛形若菜初模様」                                       | ボストン美術館                       | 10月18日   |
| 437 | ヨハネス・フェルメール「小路」                                     | アムステルダム国立美術館             | 10月25日   |
| 438 | 尾形光琳「風神雷神図屏風」                                         | 東京国立博物館                       | 11月1日    |
| 439 | ラウル・デュフィ「電気の精」                                       | パリ市立近代美術館                   | 11月8日    |
| 440 | 上村松園「青眉」                                                   | 天童市美術館                         | 11月15日   |
| 441 | 並河靖之「蝶図瓢形花瓶」                                           | 並河靖之七宝記念館                   | 11月22日   |
| 442 | エドガー・ドガ「エトワールまたは舞台の踊り子」                     | オルセー美術館                       | 11月29日   |
| 443 | 辰野金吾「旧松本健次郎邸」                                         |                                      | 12月6日    |
| 444 | フェルナン・レジェ「建設者たち」                                   | フェルナン・レジェ美術館             | 12月13日   |
| 445 | 桂ゆき「宇宙」                                                     | 東京都現代美術館                     | 12月20日   |
| 446 | レオナール・フジタ「平和の聖母礼拝堂」                             |                                      | 12月27日   |

| 回  | 作品・テーマ | 所蔵先                                   | 初回放送日 |
| --- | --- | ---------------------------------------- | ---------- |
| 447 | 1時間半スペシャル「フランス珠玉の礼拝堂」 アンリ・マティス「ロザリオ礼拝堂」 サン＝シュルピス教会聖天使礼拝堂 ル・コルビュジエ「ロンシャンの礼拝堂」 |                                          | 1月1日     |
| 448 | 曾我蕭白「月夜山水図屏風」 | 近江神宮                                 | 1月3日     |
| 449 | ジョゼフ・マロード・ウィリアム・ターナー「雨・蒸気・速度 グレートウェスタン鉄道」                                                                    | ナショナル・ギャラリー                   | 1月10日    |
| 450 | 小野竹喬「樹間の茜」 | 笠岡市立竹喬美術館                       | 1月17日    |
| 451 | ハンス・ホルバイン「大使たち」 | ナショナル・ギャラリー                   | 1月24日    |
| 452 | 加山又造「冬」 | 東京国立近代美術館                       | 1月31日    |
| 453 | ルーシー・リーの器 | GALERIE BESSON                           | 2月7日     |
| 454 | 正阿弥勝義「群鶏図香炉」 | 清水三年坂美術館                         | 2月14日    |
| 455 | 伊東深水「鏡」 | 岐阜県美術館                             | 2月21日    |
| 456 | ジョルジュ・ド・ラ・トゥール「大工の聖ヨセフ」 | ルーヴル美術館                           | 2月28日    |
| 457 | 円山応挙「大乗寺障壁画」 | 大乗寺                                   | 3月7日     |
| 458 | 中川一政「静物 薔薇」 | 中川一政美術館                           | 3月14日    |
| 459 | レンブラント・ファン・レイン「夜警」 | アムステルダム国立美術館                 | 3月21日    |
| 460 | 美の巨人たちミステリーシリーズ サミュエル・ファン・ホーホストラーテン「部屋履き」                                                                    | ルーヴル美術館                           | 3月28日    |
| 461 | 美の巨人たちミステリーシリーズ レオナルド・ダ・ヴィンチ「最後の晩餐」（前編）                                                                        | サンタ・マリア・デッレ・グラツィエ修道院 | 4月4日     |
| 462 | 美の巨人たちミステリーシリーズ レオナルド・ダ・ヴィンチ「最後の晩餐」（後編）                                                                        | サンタ・マリア・デッレ・グラツィエ修道院 | 4月11日    |
| 463 | 岡本太郎「明日の神話」 | 渋谷区                                   | 4月18日    |
| 464 | ジョサイア・コンドル「旧岩崎邸」 |                                          | 4月25日    |
| 465 | 岸田劉生「麗子肖像（麗子五歳之像）」 | 東京国立近代美術館                       | 5月9日     |
| 466 | ノーマン・ロックウェル「新しいご近所さん」 | ノーマン・ロックウェル美術館             | 5月16日    |
| 467 | 狩野内膳「豊国祭礼図屏風」 | 豊国神社                                 | 5月23日    |
| 468 | アンドリュー・ワイエス「クリスティーナの世界」 | ニューヨーク近代美術館                   | 5月30日    |
| 469 | ロバート・ハインデル「メシアを待ちながら」 | 個人蔵                                   | 6月6日     |
| 470 | 藤田喬平「飾筥シリーズ」 | 藤田喬平ガラス美術館                     | 6月13日    |
| 471 | ドミニク・アングル「パフォスのヴィーナス」 | オルセー美術館                           | 6月20日    |
| 472 | 前田青邨「洞窟の頼朝」 | 大倉集古館                               | 6月27日    |
| 473 | 濤川惣助「迎賓館 七宝花鳥図三十額」 | 迎賓館赤坂離宮                           | 7月4日     |
| 474 | ディエゴ・ベラスケス「ラス・メニーナス」 | プラド美術館                             | 7月11日    |
| 475 | 東洲斎写楽「四代目松本幸四郎の加古川本蔵と松本米三郎の小浪」                                                                                         | ギリシャ国立コルフ・アジア美術館         | 7月18日    |
| 476 | ホアキン・トレンツ・リャド「カネットの睡蓮」 | J・トレンツ・リャド美術館                | 7月25日    |
| 477 | 梅原龍三郎「竹窓裸婦」 | 大原美術館                               | 8月1日     |
| 478 | 建築シリーズ 加藤清正「熊本城」 |                                          | 8月8日     |
| 479 | 建築シリーズ 遠藤新「旧甲子園ホテル」 |                                          | 8月15日    |
| 480 | 建築シリーズ 前川國男「前川國男邸」 |                                          | 8月22日    |
| 481 | 建築シリーズ 山田守「日本武道館」 |                                          | 8月29日    |
| 482 | 竹久夢二「青山河」 | 竹久夢二伊香保記念館                     | 9月5日     |
| 483 | マックス・エルンスト「ナイチンゲールに脅される2人の子ども」                                                                                          | ニューヨーク近代美術館                   | 9月12日    |
| 484 | 伊藤若冲「象と鯨図屏風」 | MIHO MUSEUM                              | 9月19日    |
| 485 | ピーテル・ブリューゲル「農民の婚宴」 | 美術史美術館                             | 9月26日    |
| 486 | グスタフ・クリムト「接吻」 | オーストリア・ギャラリー                 | 10月3日    |
| 487 | 和田三造「南風」 | 東京国立近代美術館                       | 10月10日   |
| 488 | ジャン・フランソワ・ミレー「晩鐘」 | オルセー美術館                           | 10月17日   |
| 489 | 坂本繁二郎「放牧三馬」 | 久留米市美術館                           | 10月24日   |
| 490 | 速水御舟「墨牡丹」 | 山種美術館                               | 10月31日   |
| 491 | ピーテル・パウル・ルーベンス「聖母子と諸聖人」 | 聖ヤコブ教会                             | 11月7日    |
| 492 | 菱田春草「落葉」 | 福井県立美術館                           | 11月14日   |
| 493 | アンリ・ド・トゥールーズ＝ロートレック「アンバサドゥールのアリスティード・ブリュアン」                                                               | 川崎市市民ミュージアム                   | 11月21日   |
| 494 | 雪舟等楊「天橋立図」 | 京都国立博物館                           | 11月28日   |
| 495 | クロード・モネ「日本の太鼓橋」 | マルモッタン・モネ美術館                 | 12月5日    |
| 496 | 小出楢重「ラッパを持てる少年」 | 東京国立近代美術館                       | 12月12日   |
| 497 | ミケランジェロ・ブオナローティ「メディチ家礼拝堂」                                                                                                   |                                          | 12月19日   |
| 498 | 北大路魯山人「銀彩緑釉寿文輪花鉢」 | 個人蔵                                   | 12月26日   |

| 回  | 作品・テーマ                                                                                     | 所蔵先                                 | 初回放送日 |
| --- | ------------------------------------------------------------------------------------------------ | -------------------------------------- | ---------- |
| 499 | 柴田是真「花瓶梅図漆絵」                                                                         | 板橋区立美術館                         | 1月9日     |
| 500 | カラヴァッジョ「聖マタイの召命」                                                                 | サン・ルイジ・デイ・フランチェージ教会 | 1月16日    |
| 501 | 上村松篁「丹頂」                                                                                 | 松伯美術館                             | 1月23日    |
| 502 | 熊谷守一「雨滴」                                                                                 | 愛知県美術館                           | 1月30日    |
| 503 | アルフォンス・ミュシャ「ジスモンダ」                                                             | カルナヴァレ博物館                     | 2月6日     |
| 504 | 呉春「白梅図屏風」                                                                               | 逸翁美術館                             | 2月13日    |
| 505 | ピエール＝オーギュスト・ルノワール「雨傘」                                                       | ナショナル・ギャラリー                 | 2月20日    |
| 506 | 吉川広嘉、児玉九郎右衛門「錦帯橋」                                                               |                                        | 2月27日    |
| 507 | エドヴァルド・ムンク「叫び」                                                                     | オスロ国立美術館                       | 3月6日     |
| 508 | 長谷川等伯「松林図屏風」                                                                         | 東京国立博物館                         | 3月13日    |
| 509 | ヴィルヘルム・ハンマースホイ「陽光習作」                                                         | デーヴィス・コレクション               | 3月20日    |
| 510 | 500回記念スペシャル「小林薫が行く！愛と野望の美の宮殿 前編」 シェーンブルン宮殿 ヴェルサイユ宮殿 |                                        | 3月27日    |
| 511 | 500回記念スペシャル「小林薫が行く！愛と野望の美の宮殿 後編」 ヴェルサイユ宮殿 エルミタージュ宮殿 |                                        | 3月28日    |
| 512 | 平山郁夫「仏教伝来」                                                                             | 佐久市立近代美術館                     | 4月3日     |
| 513 | フォンテーヌブロー派「ガブリエル・デストレとその妹」                                             | ルーヴル美術館                         | 4月10日    |
| 514 | 葛飾北斎「月見る虎図」                                                                           | 葛飾北斎美術館                         | 4月17日    |
| 515 | ラファエロ・サンティ「小椅子の聖母」                                                             | パラティーナ美術館                     | 4月24日    |
| 516 | 尾形光琳「燕子花図屏風」                                                                         | 根津美術館                             | 5月1日     |
| 517 | フランク・ブラングィン「造船」                                                                   | 国立西洋美術館                         | 5月8日     |
| 518 | 岡田三郎助「あやめの衣」                                                                         | ポーラ美術館                           | 5月15日    |
| 519 | アンリ・ルソー「ジュニエ爺さんの馬車」                                                           | オランジュリー美術館                   | 5月22日    |
| 520 | 重森三玲「東福寺方丈八相の庭」                                                                   | 東福寺                                 | 6月5日     |
| 521 | ドメネク・イ・モンタネール「カタルーニャ音楽堂」                                                 |                                        | 6月12日    |
| 522 | フランシスコ・デ・ゴヤ「カルロス4世の家族」                                                      | プラド美術館                           | 6月19日    |
| 523 | 歌川広重「東海道五拾三次」（前編）                                                               | 山種美術館                             | 6月26日    |
| 524 | 歌川広重「東海道五拾三次」（後編）                                                               | 山種美術館                             | 7月3日     |
| 525 | 酒井抱一「夏秋草図屏風」                                                                         | 東京国立博物館                         | 7月10日    |
| 526 | マン・レイ「黒と白」                                                                             | マン・レイ財団                         | 7月17日    |
| 527 | 竹内栖鳳「羅馬之図」                                                                             | 海の見える杜美術館                     | 7月24日    |
| 528 | ポール・ゴーギャン「ひまわりを描くゴッホ」                                                       | ファン・ゴッホ美術館                   | 7月31日    |
| 529 | 建築シリーズ 内藤多仲「東京タワー」                                                              |                                        | 8月7日     |
| 530 | 建築シリーズ 石川数正「松本城」                                                                  |                                        | 8月14日    |
| 531 | 建築シリーズ 清家清「私の家」                                                                    |                                        | 8月21日    |
| 532 | 建築シリーズ トーマス・ブレーク・グラバー「旧グラバー住宅」                                      |                                        | 8月28日    |
| 533 | ティツィアーノ・ヴェチェッリオ「聖なる愛と俗なる愛」                                             | ボルゲーゼ美術館                       | 9月4日     |
| 534 | 杉浦非水「三越呉服店 春の新柄陳列会」                                                            | 愛媛県美術館                           | 9月11日    |
| 535 | ジャン・ロレンツォ・ベルニーニ「福者ルドヴィカ・アルベルトーニ」                                 | サン・フランチェスコ・ア・リーパ教会   | 9月18日    |
| 536 | 稲垣仲静「猫」                                                                                   | 京都国立近代美術館                     | 9月25日    |
| 537 | ピエト・モンドリアン「赤、黄、青と黒のコンポジション」                                           | デン・ハーグ市立美術館                 | 10月2日    |
| 538 | 上村松園「序の舞」                                                                               | 東京芸術大学大学美術館                 | 10月9日    |
| 539 | クロード・モネ「積みわら（日没）」                                                               | ボストン美術館                         | 10月16日   |
| 540 | 石川雲蝶「道元禅師猛虎調伏の図」                                                                 | 西福寺                                 | 10月23日   |
| 541 | 月岡芳年「月百姿」                                                                               | 太田記念美術館                         | 10月30日   |
| 542 | ヨハネス・フェルメール「絵画芸術」                                                               | 美術史美術館                           | 11月6日    |
| 543 | 下村観山「小倉山」                                                                               | 横浜美術館                             | 11月13日   |
| 544 | アルブレヒト・デューラー「野兎」                                                                 | アルベルティーナ美術館                 | 11月20日   |
| 545 | 小松均「雪の最上川」                                                                             | 京都国立近代美術館                     | 11月27日   |
| 546 | ウジェーヌ・ドラクロワ「ショパンの肖像」                                                         | ルーヴル美術館                         | 12月4日    |
| 547 | 棟方志功「花矢の柵」                                                                             | 青森県立美術館                         | 12月11日   |
| 548 | ポール・セザンヌ「りんごとオレンジ」                                                             | オルセー美術館                         | 12月18日   |
| 549 | 与謝蕪村「夜色楼台図」                                                                           | 個人蔵                                 | 12月25日   |

| 回  | 作品・テーマ | 所蔵先                                     | 初回放送日 |
| --- | --- | ------------------------------------------ | ---------- |
| 550 | ピエール＝オーギュスト・ルノワール「ムーラン・ド・ラ・ギャレット」 | オルセー美術館                             | 1月8日     |
| 551 | アンリ・マティス「ブルー・ヌード」 | マティス美術館                             | 1月15日    |
| 552 | SP情熱の北アフリカ～画家が目指した光の大地～ ウジェーヌ・ドラクロワ「アルジェの女たち」 ピエール＝オーギュスト・ルノワール「浴女たち」 パウル・クレー「グラス・ファサード」 | ルーヴル美術館 オルセー美術館 ベルン美術館 | 1月22日    |
| 553 | シャルル・ガルニエ「パリ・オペラ座」 |                                            | 1月29日    |
| 554 | 伊藤若冲「菜蟲譜」 | 佐野市立吉澤記念美術館                     | 2月5日     |
| 555 | 狩野元信「四季花鳥図屏風」 | 白鶴美術館                                 | 2月12日    |
| 556 | 平田郷陽「粧ひ（よそおい）」 | 横浜人形の家                               | 2月19日    |
| 557 | 鳥居清長「美南見十二候」 | ボストン美術館                             | 2月26日    |
| 558 | マルク・シャガール「イスラエル12部族のステンドグラス」 | ヘブライ大学付属ハダッサ医療センター       | 3月5日     |
| 559 | ルネ・マグリット「ピレネーの城」 | イスラエル博物館                           | 3月12日    |
| 560 | 青木繁「わだつみのいろこの宮」 | ブリヂストン美術館                         | 3月26日    |
| 561 | フーベルト・ファン・エイク、ヤン・ファン・エイク「ゲントの祭壇画」 | 聖バーフ大聖堂 (ヘント)                    | 4月2日     |
| 562 | フィンセント・ファン・ゴッホ「カラスの群れ飛ぶ麦畑」 | ファン・ゴッホ美術館                       | 4月9日     |
| 563 | ヨハネス・フェルメール「地理学者」 | シュテーデル美術館                         | 4月16日    |
| 564 | 岡本太郎「森の掟」 | 川崎市岡本太郎美術館                       | 4月23日    |
| 565 | 岡本太郎「太陽の塔」 |                                            | 4月30日    |
| 566 | 狩野一信「五百羅漢図」 | 増上寺                                     | 5月7日     |
| 567 | 東洲斎写楽「市川鰕蔵の竹村定之進」 | 東京国立博物館                             | 5月21日    |
| 568 | ジャック＝ルイ・ダヴィッド「ナポレオン一世の戴冠式と皇妃ジョゼフィーヌの戴冠」                                                                                              | ルーヴル美術館                             | 5月28日    |
| 569 | 美女シリーズ 竹久夢二「黒船屋」 | 竹久夢二伊香保記念館                       | 6月4日     |
| 570 | 美女シリーズ ドミニク・アングル「グランド・オダリスク」 | ルーヴル美術館                             | 6月11日    |
| 571 | 美女シリーズ 安井曾太郎「金蓉」 | 東京国立近代美術館                         | 6月18日    |
| 572 | 美女シリーズ クロード・モネ「日傘の女（右向き）」 | オルセー美術館                             | 6月25日    |
| 573 | パウル・クレー「襲われた場所」 | パウル・クレー・センター                   | 7月2日     |
| 574 | 山下清「長岡の花火」 | 個人蔵                                     | 7月9日     |
| 575 | ラファエロ・サンティ「アテネの学堂」 | バチカン宮殿                               | 7月16日    |
| 576 | 佐藤玄々「天女（まごころ）像」 | 日本橋三越本店                             | 7月23日    |
| 577 | エドゥアール・マネ「笛を吹く少年」 | オルセー美術館                             | 7月30日    |
| 578 | 建築シリーズ 「国会議事堂」 |                                            | 8月6日     |
| 579 | 建築シリーズ J・H・モーガン「ベーリック・ホール」 |                                            | 8月13日    |
| 580 | 建築シリーズ 石川丈山「詩仙堂」 |                                            | 8月20日    |
| 581 | 建築シリーズ 徳川秀忠、徳川家光「日光東照宮 陽明門｣ |                                            | 8月27日    |
| 582 | ヒエロニムス・ボス「快楽の園」 | プラド美術館                               | 9月3日     |
| 583 | 宮本武蔵「枯木鳴鵙図」 | 和泉市久保惣記念美術館                     | 9月10日    |
| 584 | アントニ・ガウディ「サグラダ・ファミリア」 |                                            | 9月17日    |
| 585 | 黒田清輝「湖畔」 | 黒田記念館                                 | 9月24日    |
| 586 | ミステリー絵画シリーズ レオナルド・ダ・ヴィンチ「岩窟の聖母」 | ルーヴル美術館 ナショナル・ギャラリー      | 10月1日    |
| 587 | ミステリー絵画シリーズ 葛飾北斎「怒涛図」 | 北斎館                                     | 10月8日    |
| 588 | ミステリー絵画シリーズ 伝ピーテル・ブリューゲル「イカロスの墜落」 | ベルギー王立美術館                         | 10月15日   |
| 589 | ミステリー絵画シリーズ 雪村周継「呂洞賓図」 | 大和文華館                                 | 10月22日   |
| 590 | 松岡映丘「千草の丘」 | 個人蔵                                     | 10月29日   |
| 591 | ドメネク・イ・モンタネール「サン・パウ病院」 |                                            | 11月5日    |
| 592 | 東山魁夷「夕静寂」 | 長野県信濃美術館・東山魁夷館               | 11月12日   |
| 593 | フランシスコ・デ・ゴヤ「着衣のマハ」 | プラド美術館                               | 11月19日   |
| 594 | 高村光太郎「乙女の像」 |                                            | 11月26日   |
| 595 | 奇想の芸術シリーズ ジュゼッペ・アルチンボルド「四季」 | 美術史美術館                               | 12月3日    |
| 596 | 奇想の芸術シリーズ 宮川香山「葡萄ノ蔓二蜂ノ巣花瓶」 | 神奈川県立歴史博物館                       | 12月10日   |
| 597 | 奇想の芸術シリーズ エミール・ガレ「手」 | オルセー美術館                             | 12月17日   |
| 598 | 奇想の芸術シリーズ 歌川国芳「『絵鏡台合かゞ身』猫／しゝ・みゝづく・はんにやあめん」                                                                                         |                                            | 12月24日   |

| 回  | 作品・テーマ                                                                   | 所蔵先                              | 初回放送日 |
| --- | ------------------------------------------------------------------------------ | ----------------------------------- | ---------- |
| 599 | 狩野内膳「南蛮屏風」                                                           | 神戸市立博物館                      | 1月7日     |
| 600 | ミケランジェロ・ブオナローティ「システィーナ礼拝堂天井画」                     | システィーナ礼拝堂                  | 1月14日    |
| 601 | ミケランジェロ・ブオナローティ「最後の審判」                                   | システィーナ礼拝堂                  | 1月21日    |
| 602 | 円山応挙「保津川図屏風」                                                       | 千總                                | 1月28日    |
| 603 | 鏑木清方「朝夕安居」                                                           | 鎌倉市鏑木清方記念美術館            | 2月4日     |
| 604 | ヨハネス・フェルメール「手紙を読む青衣の女」                                   | アムステルダム国立美術館            | 2月11日    |
| 605 | 平田郷陽「児戯興趣」                                                           | 横浜人形の家                        | 2月18日    |
| 606 | スペシャル 「パリの美の殿堂ミステリー探訪 前編」 ルーヴル美術館                |                                     | 2月25日    |
| 607 | スペシャル 「パリの美の殿堂ミステリー探訪 後編」 ルーヴル美術館 オルセー美術館 |                                     | 3月3日     |
| 608 | 高瀬好山「鯉」                                                                 | 清水三年坂美術館                    | 3月10日    |
| 609 | オーギュスト・ロダン「考える人」                                               | ロダン美術館                        | 3月17日    |
| 610 | 梅原龍三郎「朝陽」                                                             | 大原美術館                          | 3月24日    |
| 611 | レオナルド・ダ・ヴィンチ「ほつれ髪の女」                                       | パルマ国立美術館                    | 4月7日     |
| 612 | 奥村土牛「醍醐」                                                               | 山種美術館                          | 4月14日    |
| 613 | サンドロ・ボッティチェッリ「ヴィーナスの誕生」                                 | ウフィツィ美術館                    | 4月21日    |
| 614 | 棟方志功「富嶽頌」                                                             | 棟方志功記念館                      | 4月28日    |
| 615 | 橋本雅邦「林間残照図」                                                         | 駿府博物館                          | 5月5日     |
| 616 | ポール・セザンヌ「サント・ヴィクトワール山」                                   | フィリップス・コレクション          | 5月12日    |
| 617 | 尾形光琳「松島図屏風」                                                         | ボストン美術館                      | 5月19日    |
| 618 | フランク・ロイド・ライト「マリン郡庁舎」                                       |                                     | 5月26日    |
| 619 | エドワード・ホッパー「線路わきの家」                                           | ニューヨーク近代美術館              | 6月2日     |
| 620 | 雪舟等楊「慧可断臂図」                                                         | 斉年寺                              | 6月9日     |
| 621 | ジャン・フランソワ・ミレー「落穂拾い」                                         | オルセー美術館                      | 6月16日    |
| 622 | 藤田嗣治「秋田の行事」                                                         | 秋田県立美術館 平野政吉コレクション | 6月23日    |
| 623 | 聖オベール「モン・サン・ミシェル」                                             |                                     | 6月30日    |
| 624 | ディエゴ・ベラスケス「アラクネの寓話」                                         | プラド美術館                        | 7月7日     |
| 625 | ヨハネス・フェルメール「真珠の耳飾りの少女」                                   | マウリッツハイス美術館              | 7月14日    |
| 626 | エル・グレコ「無原罪の御宿り」                                                 | サンタ・クルス美術館                | 7月21日    |
| 627 | 小磯良平「斉唱」                                                               | 兵庫県立美術館                      | 7月28日    |
| 628 | 国宝建築シリーズ 井伊直孝「彦根城」                                            |                                     | 8月4日     |
| 629 | 国宝建築シリーズ フィーレ神父、プチジャン神父「大浦天主堂」                    |                                     | 8月11日    |
| 630 | 国宝建築シリーズ 藤原清衡「中尊寺金色堂」                                      |                                     | 8月18日    |
| 631 | 国宝建築シリーズ 片山東熊「迎賓館赤坂離宮」                                    |                                     | 8月25日    |
| 632 | ウジェーヌ・ドラクロワ「民衆を導く自由の女神」                                 | ルーヴル美術館                      | 9月1日     |
| 633 | 田中久重「文字書き人形」                                                       | 久留米市教育委員会                  | 9月8日     |
| 634 | 「サモトラケのニケ」                                                           |                                     | 9月15日    |
| 635 | 歌川広重「月に雁」                                                             | 太田記念美術館                      | 9月22日    |
| 636 | 木村伊兵衛「板塀」                                                             | 東京都写真美術館                    | 9月29日    |
| 637 | エドゥアール・マネ「草上の昼食」                                               | オルセー美術館                      | 10月6日    |
| 638 | 菱川師宣「見返り美人図」                                                       | 東京国立博物館                      | 10月13日   |
| 639 | フィンセント・ファン・ゴッホ「糸杉」                                           | メトロポリタン美術館                | 10月20日   |
| 640 | 横山大観「生々流転」                                                           | 東京国立近代美術館                  | 10月27日   |
| 641 | エドガー・ドガ「ダンス教室」                                                   | オルセー美術館                      | 11月3日    |
| 642 | 小林古径「髪」                                                                 | 永青文庫                            | 11月10日   |
| 643 | アンリ・ルソー「蛇使いの女」                                                   | オルセー美術館                      | 11月17日   |
| 644 | 伊藤若冲「百花図」                                                             | 金刀比羅宮                          | 11月24日   |
| 645 | カラヴァッジョ「エマオの晩餐」                                                 | ナショナル・ギャラリー              | 12月1日    |
| 646 | 修円「室生寺五重塔」                                                           |                                     | 12月8日    |
| 647 | ジャン・ロレンツォ・ベルニーニ「アポロンとダフネ」                             | ボルゲーゼ美術館                    | 12月15日   |
| 648 | 東山魁夷「年暮る」                                                             | 山種美術館                          | 12月22日   |

| 回  | 作品・テーマ | 所蔵先                                 | 初回放送日 |
| --- | --- | -------------------------------------- | ---------- |
| 649 | 葛飾北斎「富嶽三十六景 神奈川沖浪裏」                                                                              | 太田記念美術館                         | 1月5日     |
| 650 | 上村松園「母子」                                                                                                   | 東京国立近代美術館                     | 1月12日    |
| 651 | ピエール＝オーギュスト・ルノワール「浴女たち」                                                                     | オルセー美術館                         | 1月19日    |
| 652 | 安本亀八「相撲生人形」                                                                                             | 熊本市現代美術館                       | 1月26日    |
| 653 | 円空「両面宿儺坐像」                                                                                               | 千光寺                                 | 2月2日     |
| 654 | ノーマン・ロックウェル「結婚許可証」                                                                               | ノーマン・ロックウェル美術館           | 2月9日     |
| 655 | 中川一政「福浦突堤」                                                                                               | 中川一政美術館                         | 2月16日    |
| 656 | 「パリを彩る美しき歴史遺産スペシャル」前編 ノートルダム大聖堂                                                      |                                        | 2月23日    |
| 657 | 「パリを彩る美しき歴史遺産スペシャル」後編 エトワール凱旋門 デジャゼ劇場 パサージュ・ジュフロワ サクレ・クール寺院 |                                        | 3月2日     |
| 658 | 曾我蕭白「雲龍図」                                                                                                 | ボストン美術館                         | 3月9日     |
| 659 | フレデリック・オーギュスト・バルトルディ「自由の女神」                                                             |                                        | 3月16日    |
| 660 | 速水御舟「名樹散椿」                                                                                               | 山種美術館                             | 3月23日    |
| 661 | 歌川広重「名所江戸百景 深川洲崎十万坪」                                                                            | 太田記念美術館                         | 3月30日    |
| 662 | クロード・モネ「サン・ラザール駅」                                                                                 | オルセー美術館 ナショナル・ギャラリー  | 4月6日     |
| 663 | 伊藤若冲「鳥獣花木図屏風」                                                                                         | エツコ＆ジョー・プライスコレクション   | 4月13日    |
| 664 | ジョルジュ・ド・ラ・トゥール「灯火の前のマグダラのマリア」                                                         | ルーヴル美術館                         | 4月20日    |
| 665 | 牧野邦夫「未完成の塔」                                                                                             | 練馬区立美術館                         | 4月27日    |
| 666 | ロレンツォ・ギベルティ「天国の門」                                                                                 | サンタ・マリア・デル・フィオーレ大聖堂 | 5月4日     |
| 667 | ラファエロ・サンティ「大公の聖母」                                                                                 | パラティーナ美術館                     | 5月11日    |
| 668 | 安藤緑山「竹の子と梅」                                                                                             | 清水三年坂美術館                       | 5月25日    |
| 669 | 狩野永徳「洛中洛外図屏風」                                                                                         | 上杉博物館                             | 6月1日     |
| 670 | バーニー・フュークス「ジョン・Ｆ・ケネディ」                                                                       |                                        | 6月8日     |
| 671 | 小倉遊亀「Ｏ夫人坐像」                                                                                             | 東京国立近代美術館                     | 6月15日    |
| 672 | アンドリュー・ワイエス「松ぼっくり男爵」                                                                           | 福島県立美術館                         | 6月22日    |
| 673 | 長沢蘆雪「白象黒牛図屏風」                                                                                         | エツコ＆ジョー・プライスコレクション   | 6月29日    |
| 674 | 鈴木其一「群鶴図屏風」                                                                                             | ファインバーグ・コレクション           | 7月6日     |
| 675 | フィンセント・ファン・ゴッホ「ゴーギャンの椅子」                                                                   | ゴッホ美術館                           | 7月13日    |
| 676 | 山下清「ロンドンのタワーブリッジ」                                                                                 |                                        | 7月20日    |
| 677 | ジョルジュ・スーラ「グランド・ジャット島の日曜日の午後」                                                           | シカゴ美術館                           | 7月27日    |
| 678 | エミール・ガレ「フランスの薔薇」                                                                                   | 北澤美術館                             | 8月3日     |
| 679 | 建築シリーズ 徳川家康「名古屋城」                                                                                  |                                        | 8月10日    |
| 680 | 建築シリーズ 「金龍山 浅草寺」                                                                                     |                                        | 8月17日    |
| 681 | 建築シリーズ 布田保之助「通潤橋」                                                                                  |                                        | 8月24日    |
| 682 | 建築シリーズ 丹下健三「東京カテドラル聖マリア大聖堂」                                                              |                                        | 8月31日    |
| 683 | ジョゼフ・マロード・ウィリアム・ターナー「戦艦テメレール」                                                         | ナショナル・ギャラリー                 | 9月7日     |
| 684 | レオナール・フジタ「小さな職人たち」                                                                               | ポーラ美術館                           | 9月14日    |
| 685 | ウィリアム・モリス「レッド・ハウス」                                                                               |                                        | 9月21日    |
| 686 | 竹内栖鳳「班猫」                                                                                                   | 山種美術館                             | 9月28日    |
| 687 | ギュスターヴ・クールベ「画家のアトリエ」                                                                           | オルセー美術館                         | 10月5日    |
| 688 | 喜多川歌麿「針仕事」                                                                                               | ウースター美術館                       | 10月12日   |
| 689 | ギュスターヴ・カイユボット「ヨーロッパ橋」                                                                         | プティ・パレ(ジュネーヴ)               | 10月19日   |
| 690 | 小川治兵衛「洛翠庭園」                                                                                             |                                        | 10月26日   |
| 691 | レオナルド・ダ・ヴィンチ「聖アンナと聖母子」                                                                       | ルーヴル美術館                         | 11月2日    |
| 692 | 東山魁夷「秋翳」                                                                                                   | 東京国立近代美術館                     | 11月9日    |
| 693 | 「十一面観音立像」                                                                                                 | 聖林寺                                 | 11月16日   |
| 694 | フランク・ロイド・ライト「自由学園明日館」                                                                         |                                        | 11月23日   |
| 695 | “絵画と食”スペシャル アンリ・ド・トゥールーズ＝ロートレック「ムーラン・ルージュ・ラ・グーリュ」                    | 三菱一号館美術館                       | 11月30日   |
| 696 | “絵画と食”スペシャル ヨハネス・フェルメール「牛乳を注ぐ女」                                                        | アムステルダム国立美術館               | 12月7日    |
| 697 | 円山応挙「雪松図屏風」                                                                                             | 三井記念美術館                         | 12月14日   |
| 698 | エドゥアール・マネ「オランピア」                                                                                   | オルセー美術館                         | 12月21日   |
| 699 | 逸見東洋「風神雷神図堆朱盆」                                                                                       | 林原美術館                             | 12月28日   |

| 回  | 作品・テーマ | 所蔵先                                           | 初回放送日 |
| --- | --- | ------------------------------------------------ | ---------- |
| 700 | ルノード・ムーソン司教ほか「シャルトル大聖堂」 |                                                  | 1月4日     |
| 701 | 加山又造「雲龍図」 | 天龍寺                                           | 1月11日    |
| 702 | エドガー・ドガ「マネとマネ夫人像」 | 北九州市立美術館                                 | 1月18日    |
| 703 | 荻原碌山「女」 | 碌山美術館                                       | 1月25日    |
| 704 | ピエール・ピュヴィス・ド・シャヴァンヌ「諸芸術とミューズたちの集う聖なる森」 | リヨン美術館                                     | 2月1日     |
| 705 | 鈴木春信「雪中相合傘」 | 大英博物館                                       | 2月8日     |
| 706 | ヤン・ファン・エイク「ファン・デル・パーレの聖母子」 | グルーニング美術館                               | 2月15日    |
| 707 | 長谷川等伯「柳橋水車図屏風」 | 香雪美術館                                       | 2月22日    |
| 708 | フィリッポ・リッピ「聖母子と二天使」 | ウフィツィ美術館                                 | 3月2日     |
| 709 | 藤島武二「黒扇」 | ブリヂストン美術館                               | 3月8日     |
| 710 | カラヴァッジョ「いかさま師」 | キンベル美術館                                   | 3月15日    |
| 711 | 富岡鉄斎「富士山図」 | 鉄斎美術館                                       | 3月22日    |
| 712 | 早良俊夫「雲仙観光ホテル」 |                                                  | 3月29日    |
| 713 | フィンセント・ファン・ゴッホ「オーヴェルの教会」 | オルセー美術館                                   | 4月5日     |
| 714 | 古田織部「燕庵」 |                                                  | 4月12日    |
| 715 | カミーユ・クローデル「ワルツ」 | ロダン美術館                                     | 4月19日    |
| 716 | 与謝蕪村「紅白梅図屏風」 | 角屋もてなしの文化美術館                         | 4月26日    |
| 717 | ミケランジェロ・ブオナローティ「ダビデ像」 | アカデミア美術館                                 | 5月10日    |
| 718 | 放送700回記念 劇的空間！ローマ・ヴァチカン（前編） ラファエロ・サンティ「アテネの学堂」「ラ・フォルナリーナ」 | ボルゲーゼ美術館 ヴァチカン美術館 国立古典絵画館 | 5月17日    |
| 719 | 放送700回記念 劇的空間！ローマ・ヴァチカン（後編） フラ・アンジェリコ「ニッコリーネ礼拝堂壁画」 ミケランジェロ・ブオナローティ「システィーナ礼拝堂天井画」 フランチェスコ・ボッロミーニ「遠近法のギャラリー」ほか | ヴァチカン美術館 サン・ピエトロ大聖堂 スパーダ宮 | 5月24日    |
| 720 | 酒井抱一「八橋図屏風」 | 出光美術館                                       | 5月31日    |
| 721 | 白山松哉「日月烏鷺図蒔絵額」 | 清水三年坂美術館                                 | 6月7日     |
| 722 | 平山郁夫「流水間断無」 | 平山郁夫シルクロード美術館                       | 6月14日    |
| 723 | エドヴァルド・ムンク「太陽」 | オスロ大学                                       | 6月21日    |
| 724 | 不詳（ヴァイキング子孫）「ボルグンド・スターヴ教会」 |                                                  | 6月28日    |
| 725 | 亀倉雄策「東京オリンピックポスター」 | 印刷博物館                                       | 7月5日     |
| 726 | ヒエロニムス・ボス「干草車」 | プラド美術館                                     | 7月12日    |
| 727 | 速水御舟「洛北修学院村」 | 滋賀県立近代美術館                               | 7月19日    |
| 728 | ディエゴ・ベラスケス「ヴィラ・メディチの庭園」 | プラド美術館                                     | 7月26日    |
| 729 | 歌川広重「大はしあたけの夕立」 | 山種美術館                                       | 8月2日     |
| 730 | 日本の建築シリーズ 織田信康「犬山城」 |                                                  | 8月9日     |
| 731 | 日本の建築シリーズ ポール・ブリューナ、エドモン・オーギュスト・バスチャン「富岡製糸場」 |                                                  | 8月16日    |
| 732 | 日本の建築シリーズ 辰野金吾「奈良ホテル」 |                                                  | 8月23日    |
| 733 | 日本の建築シリーズ 朱雀天皇「醍醐寺五重塔」 |                                                  | 8月30日    |
| 734 | フェリックス・ヴァロットン「ボール」 | オルセー美術館                                   | 9月6日     |
| 735 | 葛飾北斎「諸国瀧廻り」 | ボストン美術館                                   | 9月13日    |
| 736 | クロード・モネ「草上の昼食」 | オルセー美術館                                   | 9月20日    |
| 737 | 横山大観「紅葉」 | 足立美術館                                       | 9月27日    |
| 738 | エドガー・ドガ「カフェ・コンセール レ・ザンバサドゥールにて」 | リヨン美術館                                     | 10月4日    |
| 739 | 菱田春草「黒き猫」 | 永青文庫                                         | 10月11日   |
| 740 | ル・コルビュジエ「フィルミニの教会堂」 |                                                  | 10月18日   |
| 741 | 「鳥獣人物戯画」（前編） | 高山寺                                           | 10月25日   |
| 742 | 「鳥獣人物戯画」（後編） | 高山寺                                           | 11月1日    |
| 743 | ポール・シニャック「髪を結う女」 | 個人蔵                                           | 11月8日    |
| 744 | 岡田三郎助「支那絹の前」 | 高島屋資料館                                     | 11月15日   |
| 745 | ホレス・ジョーンズ「タワーブリッジ」 |                                                  | 11月22日   |
| 746 | 快慶「善財童子立像」 | 安倍文殊院                                       | 11月29日   |
| 747 | レンブラント・ファン・レイン「イサクとリベカ」 | アムステルダム国立美術館                         | 12月6日    |
| 748 | アントニン・レーモンド「旧イタリア大使館別荘」 |                                                  | 12月13日   |
| 749 | ピーテル・ブリューゲル「子供の遊戯」 | 美術史美術館                                     | 12月20日   |
| 750 | 上村松園「楊貴妃」 | 松伯美術館                                       | 12月27日   |

| 回  | 作品・テーマ | 所蔵先                   | 初回放送日 |
| --- | --- | ------------------------ | ---------- |
| 751 | 歌川広重「東海道五拾三次之内 日本橋 朝之景」                                                                                          | 町田市立国際版画美術館   | 1月3日     |
| 752 | ジャック＝ルイ・ダヴィッド「ベルナール峠からアルプスを越えるボナパルト」                                                              | ヴェルサイユ宮殿         | 1月10日    |
| 753 | 森田藻己「竹の中の大工」 | 清水三年坂美術館         | 1月17日    |
| 754 | ポール・ゴーギャン「説教のあとの幻影」                                                                                                | スコットランド国立美術館 | 1月24日    |
| 755 | クロード・モネ「カササギ」 | オルセー美術館           | 1月31日    |
| 756 | 酒井抱一「風神雷神図屏風」 | 出光美術館               | 2月7日     |
| 757 | 世界の駅シリーズ ルイ・デラサンセリ「アントワープ中央駅」                                                                             |                          | 2月21日    |
| 758 | 世界の駅シリーズ 辰野金吾「東京駅」                                                                                                   |                          | 2月28日    |
| 759 | 世界の駅シリーズ アーサー・Ｂ・ヒューバック「クアラルンプール駅」                                                                     |                          | 3月7日     |
| 760 | 世界の駅シリーズ 明石虎雄「日光駅」                                                                                                   |                          | 3月14日    |
| 761 | ドミニク・アングル「泉」 | オルセー美術館           | 3月21日    |
| 762 | 伊藤若冲「乗興舟」 | 千葉市美術館             | 3月28日    |
| 763 | ラファエロ・サンティ「一角獣を抱く貴婦人」                                                                                            | ボルゲーゼ美術館         | 4月4日     |
| 764 | 横山大観「或る日の太平洋」 | 富山県水墨美術館         | 4月11日    |
| 765 | フィリッポ・ブルネレスキ「サンタ・マリア・デル・フィオーレ大聖堂」                                                                    |                          | 4月18日    |
| 766 | 葛飾北斎「美人愛猫図」 | ウェストン・コレクション | 4月25日    |
| 767 | エドガー・ドガ「青い踊り子たち」 | オルセー美術館           | 5月2日     |
| 768 | 鈴木長吉「水晶置物」 | ボストン美術館           | 5月9日     |
| 769 | ヨハネス・フェルメール「天文学者」 | ルーヴル美術館           | 5月16日    |
| 770 | 棟方志功「飛神の柵」 | 棟方志功記念館           | 5月23日    |
| 771 | 俵屋宗達「舞楽図屏風」 | 醍醐寺                   | 5月30日    |
| 772 | フィンセント・ファン・ゴッホ「星月夜」                                                                                                | ニューヨーク近代美術館   | 6月6日     |
| 773 | 山下清「長崎風景」 | 十八銀行                 | 6月13日    |
| 774 | 亀山法皇「南禅寺」 |                          | 6月20日    |
| 775 | 成田亨「MANの立像」 | 青森県立美術館           | 7月4日     |
| 776 | トーベ・ヤンソン「ムーミン」 | ムーミン谷博物館         | 7月11日    |
| 777 | 歌川広重「名所江戸百景 深川万年橋」                                                                                                   | 太田記念美術館           | 7月18日    |
| 778 | アルフォンス・ミュシャ、ルネ・ラリック「舞台用冠ユリ」                                                                                | 箱根ラリック美術館       | 7月25日    |
| 779 | 日本の建築シリーズ 池田輝政「姫路城」                                                                                                 |                          | 8月1日     |
| 780 | 日本の建築シリーズ 伊東忠太「築地本願寺」                                                                                             |                          | 8月8日     |
| 781 | 日本の建築シリーズ 久米権九郎「万平ホテル・アルプス館」                                                                               |                          | 8月15日    |
| 782 | 日本の建築シリーズ 豊臣秀吉、徳川家光「伏見稲荷大社」                                                                                 |                          | 8月22日    |
| 783 | 東山魁夷「道」 | 東京国立近代美術館       | 8月29日    |
| 784 | アントニ・ガウディ「コロニア・グエル地下聖堂」                                                                                        |                          | 9月5日     |
| 785 | 鏑木清方「朝涼」 | 鏑木清方記念美術館       | 9月12日    |
| 786 | 上村松園「序の舞」 | 東京芸術大学大学美術館   | 9月19日    |
| 787 | フランシスコ・デ・ゴヤ「村の結婚式」                                                                                                  | プラド美術館             | 9月26日    |
| 788 | 渡辺仁「銀座和光」 |                          | 10月3日    |
| 789 | 琳派シリーズ 本阿弥光悦「舟橋蒔絵硯箱」                                                                                               | 東京国立博物館           | 10月10日   |
| 790 | 琳派シリーズ 本阿弥光悦、俵屋宗達「鶴下絵三十六歌仙和歌巻」                                                                           | 京都国立博物館           | 10月17日   |
| 791 | 琳派シリーズ 俵屋宗達「養源院杉戸絵」                                                                                                 | 養源院                   | 10月24日   |
| 792 | 琳派シリーズ 酒井抱一「夏秋草図屏風」                                                                                                 | 東京国立博物館           | 10月31日   |
| 793 | 正阿弥勝義「古瓦鳩香炉」 | 清水三年坂美術館         | 11月7日    |
| 794 | 川端龍子「愛染」 | 足立美術館               | 11月14日   |
| 795 | フランス・ロワール“古城巡り” ～愛と野望に彩られた究極の美～ 前編 ブロワ城 アンボワーズ城                                              |                          | 11月21日   |
| 796 | フランス・ロワール“古城巡り” ～愛と野望に彩られた究極の美～ 後編 アンボワーズ城 クロ・リュセ城 シャンボール城 シュノンソー城 ユッセ城 |                          | 11月28日   |
| 797 | 藤田嗣治「寝室の裸婦キキ」 | パリ市立近代美術館       | 12月5日    |
| 798 | レオナルド・ダ・ヴィンチ「受胎告知」                                                                                                  | ウフィツィ美術館         | 12月12日   |
| 799 | ブスケット他「ピサ大聖堂」 |                          | 12月19日   |

| 回  | 作品・テーマ | 所蔵先                                                                                   | 初回放送日 |
| --- | --- | ---------------------------------------------------------------------------------------- | ---------- |
| 800 | フィンセント・ファン・ゴッホ「タンギー爺さん」 | ロダン美術館                                                                             | 1月9日     |
| 801 | 喜多川歌麿「深川の雪」 | 岡田美術館                                                                               | 1月16日    |
| 802 | ジャン・フランソワ・ミレー「羊飼いの少女」 | オルセー美術館                                                                           | 1月23日    |
| 803 | 世界の駅シリーズ 丹羽三雄「旧大社駅」 |                                                                                          | 1月30日    |
| 804 | 世界の駅シリーズ 柴田四郎、増田誠一「奈良駅旧駅舎」 |                                                                                          | 2月6日     |
| 805 | 世界の駅シリーズ アルベルト・パラシオ「アトーチャ駅」 ナルシソ・クラベリア・パラシオス「トレド駅」 フェルナンド・ラミレス・ダンビエール「カンフラン駅」                                  |                                                                                          | 2月13日    |
| 806 | 郁堂禅師「円通三匝堂」 |                                                                                          | 2月27日    |
| 807 | 日米の橋スペシャル ジョセフ・シュトラウスほか「ゴールデン・ゲート・ブリッジ」 |                                                                                          | 3月12日    |
| 808 | 日米の橋スペシャル 伝志羅呼「猿橋」 |                                                                                          | 3月19日    |
| 809 | エドワード・ホッパー「ナイトホークス」 | シカゴ美術館                                                                             | 3月26日    |
| 810 | ニコラ・サルヴィ「トレヴィの泉」 |                                                                                          | 4月2日     |
| 811 | ミケランジェロ・ブオナローティ「最後の審判」 | システィーナ礼拝堂                                                                       | 4月9日     |
| 812 | 葛飾北斎「冨嶽三十六景 山下白雨」 | 太田記念美術館                                                                           | 4月16日    |
| 813 | 葛飾応為「夜桜美人図」 | メナード美術館                                                                           | 4月23日    |
| 814 | 伊藤若冲「釈迦三尊像・動植綵絵」 | 承天閣美術館 三の丸尚蔵館                                                                | 4月30日    |
| 815 | 伊藤若冲「百犬図」 | 個人蔵                                                                                   | 5月7日     |
| 816 | 歌川国芳「讃岐院眷属をして為朝をすくふ図」 | ボストン美術館                                                                           | 5月14日    |
| 817 | ヨハネス・フェルメール「デルフト眺望」 | マウリッツハイス美術館                                                                   | 5月21日    |
| 818 | レンブラント・ファン・レイン「夜警」 | アムステルダム国立美術館                                                                 | 5月28日    |
| 819 | 狩野永徳「唐獅子図屏風」 長谷川等伯「松林図屏風」 | 三の丸尚蔵館 東京国立博物館                                                              | 6月4日     |
| 820 | 岡本太郎「太陽の塔」 | 万博記念公園                                                                             | 6月11日    |
| 821 | 放送800回スペシャル 「～天才たちの芸術革命～フィレンツェ“ルネサンス”物語」前編 ロレンツォ・ギベルティ「天国の門」 フィリッポ・ブルネレスキ「サンタ・マリア・デル・フィオーレ大聖堂」ほか |                                                                                          | 6月18日    |
| 822 | 放送800回スペシャル 「～天才たちの芸術革命～フィレンツェ“ルネサンス”物語」後編 | ウフィツィ美術館 パラティーナ美術館 アカデミア美術館 ヴェッキオ宮殿ほか                  | 6月25日    |
| 823 | 「半跏思惟像」 | 中宮寺                                                                                   | 7月9日     |
| 824 | 奥村土牛「城」「門」 | 山種美術館                                                                               | 7月16日    |
| 825 | ピエール＝オーギュスト・ルノワール「都会のダンス」「田舎のダンス」 | オルセー美術館                                                                           | 7月23日    |
| 826 | 並河靖之「蝶図瓢形花瓶」 濤川惣助「七宝富嶽図額」 | 並河靖之七宝記念館 東京国立博物館                                                        | 7月30日    |
| 827 | 日本の建築シリーズ ル・コルビュジエ「国立西洋美術館」 |                                                                                          | 8月6日     |
| 828 | 日本の建築シリーズ 山口仙之助、山口正造「富士屋ホテル」 |                                                                                          | 8月13日    |
| 829 | 日本の建築シリーズ 「春日大社」 |                                                                                          | 8月20日    |
| 830 | 日本の建築シリーズ 堀尾吉晴「松江城」 |                                                                                          | 8月27日    |
| 831 | 「ヴェルサイユ宮殿とマリー・アントワネット」 |                                                                                          | 9月3日     |
| 832 | 「セーヌ川と橋」 ポン・ヌフ アレクサンドル3世橋 マルク・ミムラム「レオポール・セダール・サンゴール橋」                                                                                   |                                                                                          | 9月10日    |
| 833 | 島秀雄「D51形蒸気機関車」「新幹線0系電車」 |                                                                                          | 9月17日    |
| 834 | 小山薫堂、水野学「くまモン」 |                                                                                          | 9月24日    |
| 835 | 「ベルゲンの町並みとスターヴ教会」 |                                                                                          | 10月1日    |
| 836 | 加藤寅之助「法華経説話彫刻」 | 柴又帝釈天                                                                               | 10月8日    |
| 837 | 「ウェストミンスター宮殿とウェストミンスター寺院」 | 東京国立博物館                                                                           | 10月10日   |
| 838 | 「関ヶ原合戦図屏風」 | 大阪歴史博物館                                                                           | 10月22日   |
| 839 | ロバート・ハインデル「ヴィクトリア～ザ･ホワイトキャット」 |                                                                                          | 10月29日   |
| 840 | 狩野永徳「花鳥図」 千利休「百積庭」 | 聚光院                                                                                   | 11月5日    |
| 841 | レオナルド・ダ・ヴィンチ「最後の晩餐」 ティントレット「最後の晩餐」 ペーテル・パウル・ルーベンス「最後の晩餐」                                                                           | サンタ・マリア・デッレ・グラツィエ修道院 サン・ジョルジョ・マッジョーレ聖堂 ブレラ美術館 | 11月12日   |
| 842 | 「サン・マルコ広場」 |                                                                                          | 11月19日   |
| 843 | 葛飾北斎「北斎漫画」 | すみだ北斎美術館                                                                         | 11月26日   |
| 844 | サルバドール・ダリ「ダリ劇場美術館」 |                                                                                          | 12月3日    |
| 845 | 東山魁夷「冬の花」「北山初雪」 | 公益財団法人川端康成記念会                                                               | 12月10日   |
| 846 | パブロ・ピカソ「ゲルニカ」「科学と慈愛」 | ソフィア王妃芸術センター ピカソ美術館                                                    | 12月17日   |

| 回  | 作品・テーマ | 所蔵先                                                                     | 初回放送日 |
| --- | --- | -------------------------------------------------------------------------- | ---------- |
| 847 | 伊東忠太、角南隆「明治神宮」 |                                                                            | 1月7日     |
| 848 | ジャック＝ルイ・ダヴィッド「ナポレオン一世の戴冠式と皇妃ジョゼフィーヌの戴冠」                                                           | ルーヴル美術館                                                             | 1月14日    |
| 849 | 与謝蕪村「夜色楼台図」 久隅守景「夕顔棚納涼図屏風」                                                                                      | 個人蔵 東京国立博物館                                                      | 1月21日    |
| 850 | フランソワ・ポンポン「シロクマ」 | オルセー美術館                                                             | 1月28日    |
| 851 | ガッツォン・ボーグラム「マウント・ラシュモア・ナショナル・メモリアル」                                                                   |                                                                            | 2月4日     |
| 852 | 尾形光琳「紅白梅図屏風」 | MOA美術館                                                                  | 2月11日    |
| 853 | 上村松園「牡丹雪」 | 山種美術館                                                                 | 2月18日    |
| 854 | ヨハネス・フェルメール「手紙を書く女」                                                                                                   | ワシントン・ナショナル・ギャラリー                                         | 2月25日    |
| 855 | ポール・アバディ「サクレ・クール寺院」                                                                                                   |                                                                            | 3月4日     |
| 856 | 草間彌生「南瓜」 | ベネッセハウス                                                             | 3月11日    |
| 857 | ドミニク・アングル「グランド・オダリスク」 ウジェーヌ・ドラクロワ「民衆を導く自由の女神」                                                | ルーヴル美術館                                                             | 3月18日    |
| 858 | 平櫛田中「鏡獅子」 | 国立劇場                                                                   | 3月25日    |
| 859 | 街道の美スペシャル アッピウス・クラウディウス・カエクス「アッピア街道」前編                                                              |                                                                            | 4月1日     |
| 860 | 街道の美スペシャル アッピウス・クラウディウス・カエクス「アッピア街道」後編                                                              |                                                                            | 4月8日     |
| 861 | 街道の美スペシャル 歌川広重「東海道五十三次」前編                                                                                        | 中山道広重美術館                                                           | 4月15日    |
| 862 | 街道の美スペシャル 歌川広重「東海道五十三次」後編                                                                                        | 中山道広重美術館                                                           | 4月22日    |
| 863 | 東西技巧派スペシャル 伊藤若冲「動植綵絵」「果蔬涅槃図」「仙人掌群鶏図」                                                                  | 三の丸尚蔵館 京都国立博物館 西福寺                                         | 4月29日    |
| 864 | 東西技巧派スペシャル ミケランジェロ・ブオナローティ「ピエタ」「ダビデ像」「ユリウス2世の霊廟」「システィーナ礼拝堂天井画」「最後の審判」 | サン・ピエトロ大聖堂 アカデミア美術館 サン・ピエトロ・イン・ヴィンコリ聖堂 | 5月6日     |
| 865 | ピエール・カゾー「ホテル・コンチネンタル・サイゴン」                                                                                     |                                                                            | 5月13日    |
| 866 | 加藤達之助「獅子図」 | 清水三年坂美術館                                                           | 5月20日    |
| 867 | 犬塚勉「梅雨の晴間」 | 個人蔵                                                                     | 5月27日    |
| 868 | 板谷波山「葆光彩磁珍果文花瓶」 | 泉屋博古館                                                                 | 6月10日    |
| 869 | フェルディナン・シュヴァル「シュヴァルの理想宮」                                                                                         |                                                                            | 6月17日    |
| 870 | 岸田劉生「道路と土手と塀」 | 東京国立近代美術館                                                         | 6月24日    |
| 871 | クロード・モネ「散歩 日傘をさす女」 | ワシントン・ナショナル・ギャラリー                                         | 7月1日     |
| 872 | エカテリーナ2世「エルミタージュ美術館」                                                                                                  |                                                                            | 7月8日     |
| 873 | 小村雪岱「青柳」 | 埼玉県立近代美術館                                                         | 7月15日    |
| 874 | ラーマ2世「ワット・スタットの大扉」 | バンコク国立博物館                                                         | 7月22日    |
| 875 | 山田かまち「青い自画像」 | 高崎市山田かまち美術館                                                     | 7月29日    |
| 876 | 日本の建築シリーズ 「三佛寺投入堂」 |                                                                            | 8月5日     |
| 877 | 日本の建築シリーズ 「宗像大社」 |                                                                            | 8月12日    |
| 878 | 日本の建築シリーズ 藤井厚二「聴竹居」 |                                                                            | 8月19日    |
| 879 | 日本の建築シリーズ 徳川家光「日光東照宮・陽明門」                                                                                        |                                                                            | 8月26日    |
| 880 | ピッロ・リゴーリオ「エステ家別荘」 |                                                                            | 9月2日     |
| 881 | 英一蝶「涅槃図」 | ボストン美術館                                                             | 9月9日     |
| 882 | ジョルジョ・モランディ「静物」 | モランディ美術館                                                           | 9月16日    |
| 883 | 歌川広重「名所江戸百景」 | 太田記念美術館                                                             | 9月23日    |
| 884 | 東郷青児「望郷」 | 東郷青児記念損保ジャパン日本興亜美術館                                     | 9月30日    |
| 885 | 国宝シリーズ① 光明皇后「阿修羅像」 | 興福寺                                                                     | 10月7日    |
| 886 | 国宝シリーズ② 長谷川等伯、長谷川久蔵「楓図」「桜図」                                                                                     | 智積院                                                                     | 10月14日   |
| 887 | 国宝シリーズ③ 「曜変天目（稲葉天目）」                                                                                                   | 静嘉堂文庫                                                                 | 10月21日   |
| 888 | 国宝シリーズ④ 津田永忠「閑谷学校講堂」                                                                                                   |                                                                            | 10月28日   |
| 889 | ポール・ドラローシュ「レディ・ジェーン・グレイの処刑」                                                                                   | ナショナル・ギャラリー                                                     | 11月4日    |
| 890 | 村山槐多「自画像」「尿する裸僧」ほか 関根正二「自画像」「信仰の悲しみ」ほか                                                              | 長野県信濃美術館 大原美術館ほか                                            | 11月11日   |
| 891 | ジャン・フランソワ・ミレー「種をまく人」                                                                                                 | 山梨県立美術館 ボストン美術館                                              | 11月18日   |
| 892 | 松平頼恭「衆鱗図」 | 香川県立ミュージアム                                                       | 11月25日   |
| 893 | バーニー・フュークス「スプリング・トレーニング・マウンテンズ」                                                                           | 個人蔵                                                                     | 12月2日    |
| 894 | 熊谷守一「宵月」 | 豊島区立熊谷守一美術館                                                     | 12月9日    |
| 895 | グランマ・モーゼス「アップルバター作り」                                                                                                 | 個人蔵                                                                     | 12月16日   |

| 回  | 作品・テーマ                                           | 所蔵先                   | 初回放送日 |
| --- | ------------------------------------------------------ | ------------------------ | ---------- |
| 896 | 旭玉山「葛に蜘蛛の巣図文庫」                           | 清水三年坂美術館         | 1月6日     |
| 897 | ポール・ゴーギャン「かぐわしき大地」                   | 大原美術館               | 1月13日    |
| 898 | 円山応挙「雪松図屏風」                                 | 三井記念美術館           | 1月20日    |
| 899 | レアンドロ・エルリッヒ「スイミング・プール」           | 金沢21世紀美術館         | 1月27日    |
| 900 | 小林清親「猫と提灯」                                   | 千葉市美術館             | 2月3日     |
| 901 | ジョージ・トループ「ダニーデン駅」                     |                          | 2月10日    |
| 902 | 坂茂「紙のカテドラル」                                 |                          | 2月17日    |
| 903 | 濱田庄司「大阪万博出品の大皿」                         | 大阪日本民藝館           | 2月24日    |
| 904 | ジョン・エヴァレット・ミレイ「オフィーリア」           | テート・ブリテン         | 3月3日     |
| 905 | 「東大寺」1時間SP                                      |                          | 3月10日    |
| 906 | ディエゴ・ベラスケス「セビーリャの水売り」             | アプスリー・ハウス       | 3月24日    |
| 907 | 加山又造「墨龍」                                       | 久遠寺                   | 3月31日    |
| 908 | 建築シリーズ① 隈研吾「雲の上のギャラリー」             |                          | 4月7日     |
| 909 | 建築シリーズ② 「成田山新勝寺」                         |                          | 4月14日    |
| 910 | 建築シリーズ③ ブルーノ・タウト「旧日向別邸地下室」     |                          | 4月21日    |
| 911 | 建築シリーズ④ 松村正恒「八幡浜市立日土小学校」         |                          | 4月28日    |
| 912 | 横山大観「流燈」                                       | 茨城県近代美術館         | 5月12日    |
| 913 | オーギュスト・ペレ「ノートルダム・デュ・ランシー教会」 |                          | 5月19日    |
| 914 | ジョゼフ・マロード・ウィリアム・ターナー「難破船」     | テート・ブリテン         | 5月26日    |
| 915 | 平田郷陽「清泉」                                       | 東京国立近代美術館       | 6月2日     |
| 916 | クロード・モネ「ジヴェルニーの庭と家」                 |                          | 6月9日     |
| 917 | 象設計集団+アトリエ・モビル「名護市庁舎」              |                          | 6月16日    |
| 918 | 田中一村「アダンの海辺」                               | 千葉市美術館             | 6月23日    |
| 919 | 並河靖之「桜蝶図平皿」                                 | 京都国立近代美術館       | 6月30日    |
| 920 | 放送900回・京都建築シリーズ① 「三十三間堂」            |                          | 7月7日     |
| 921 | 放送900回・京都建築シリーズ② 「醍醐寺三宝院」          |                          | 7月14日    |
| 922 | 放送900回・京都建築シリーズ③ 山田守「京都タワー」      |                          | 7月21日    |
| 923 | 放送900回・京都建築シリーズ④ 「三千院」                |                          | 7月28日    |
| 924 | 超絶技巧シリーズ 錦光山宗兵衛「花見図花瓶」            | 清水三年坂美術館         | 8月4日     |
| 925 | 超絶技巧シリーズ 大竹亮峯「鹿子海老」                  | 個人蔵                   | 8月18日    |
| 926 | 超絶技巧シリーズ 柴田是真「沢瀉蒔絵印籠」              | 佐野美術館               | 8月25日    |
| 927 | 超絶技巧シリーズ 髙橋賢悟「flower funeral（花葬）」    | 個人蔵                   | 9月1日     |
| 928 | 東山魁夷「山雲濤声」                                   | 唐招提寺                 | 9月8日     |
| 929 | 岡田新一「最高裁判所」                                 |                          | 9月15日    |
| 930 | ミケランジェロ・ブオナローティ「ロンダニーニのピエタ」 | スフォルツァ城古代美術館 | 9月22日    |
| 931 | 高島野十郎「蝋燭」                                     | 福岡県立美術館           | 9月29日    |
| 932 | 横山華山「紅花屏風」                                   | 山形美術館               | 10月6日    |
| 933 | プチジャン神父「大浦天主堂」                           |                          | 10月13日   |
| 934 | フィンセント・ファン・ゴッホ「アルルの寝室」           | ゴッホ美術館             | 10月20日   |
| 935 | 小林古径「清姫」                                       | 山種美術館               | 10月27日   |
| 936 | ピエール・カイペルス「アムステルダム中央駅」           |                          | 11月3日    |
| 937 | 東山魁夷「唐招提寺御影堂第二期障壁画」                 | 唐招提寺                 | 11月10日   |
| 938 | 川瀬巴水「東京二十景」                                 | 渡邊木版美術画舗         | 11月17日   |
| 939 | ピエール・ボナール「黄昏（クロッケーの試合）」         | オルセー美術館           | 11月24日   |
| 940 | ヨハネス・フェルメール「ワイングラス」                 | 絵画館 (ベルリン)        | 12月1日    |
| 941 | ヨハネス・フェルメール「手紙を書く婦人と召使」         | アイルランド国立美術館   | 12月8日    |
| 942 | 高村光雲「西郷隆盛像」                                 |                          | 12月15日   |
| 943 | 宮内省内匠寮「東京都庭園美術館（旧朝香宮邸）」         |                          | 12月22日   |

| 回  | 作品・テーマ | 所蔵先                                                      | 初回放送日 |
| --- | --- | ----------------------------------------------------------- | ---------- |
| 944 | 黒田清輝「智・感・情」 | 黒田記念館                                                  | 1月5日     |
| 945 | ジャン・ガレアッツォ・ヴィスコンティ他「ミラノ大聖堂」                                                                                                |                                                             | 1月12日    |
| 946 | 不染鉄「山海図絵（伊豆の追憶）」 | 木下美術館                                                  | 1月19日    |
| 947 | カラヴァッジョ「バッカス」 | ウフィツィ美術館                                            | 1月26日    |
| 948 | 吉村芳生「新聞と自画像 2008.8.9」 | みぞえ画廊                                                  | 2月2日     |
| 949 | 駒井「名所図小箪笥」 | 清水三年坂美術館                                            | 2月9日     |
| 950 | アンリ・ルソー「戦争」 | オルセー美術館                                              | 2月16日    |
| 951 | エクトール・ギマール「パリ・メトロ出入口」 |                                                             | 2月23日    |
| 952 | 「伊藤若冲スペシャル」 平成にブレイク！続々解明“若冲ワールド” 60分スペシャル 「梔子雄鶏図」「孔雀鳳凰図」「菜蟲譜」「象と鯨図屏風」「鶏図押絵貼屏風」 | 個人蔵 佐野市立吉澤記念美術館 岡田美術館 MIHO MUSEUM 個人蔵 | 3月2日     |
| 953 | 川合玉堂「行く春」 | 東京国立近代美術館                                          | 3月9日     |
| 954 | 葛飾北斎「弘法大師修法図」 | 西新井大師                                                  | 3月16日    |
| 955 | 歌川広重「東海道五拾三次之内 京師 三條大橋」 | 東海道広重美術館                                            | 3月30日    |

## 放送リスト（新美の巨人たち）
| 回 | 作品・テーマ                                                                                           | 所蔵先                                | Art Traveler   | 初回放送日 |
| -- | --- | ------------------------------------- | -------------- | ---------- |
| 1  | クロード・モネ「睡蓮」                                                                                 | 地中美術館                            | 又吉直樹       | 4月6日     |
| 2  | ジョサイア・コンドル「ニコライ堂」                                                                     |                                       | 貫地谷しほり   | 4月13日    |
| 3  | 「鳥獣人物戯画 甲巻」                                                                                  | 高山寺                                | 井浦新         | 4月20日    |
| 4  | 空海「立体曼荼羅」                                                                                     | 東寺                                  | 要潤           | 4月27日    |
| 5  | 尾形光琳「燕子花図屛風」                                                                               | 根津美術館                            | シシド・カフカ | 5月4日     |
| 6  | 奈良美智「あおもり犬」                                                                                 | 青森県立美術館                        | 田中麗奈       | 5月11日    |
| 7  | 狩野一信「五百羅漢図」                                                                                 | 増上寺                                | 又吉直樹       | 5月18日    |
| 8  | 高橋由一「豆腐」                                                                                       | 金刀比羅宮高橋由一館                  | 要潤           | 5月25日    |
| 9  | 長澤芦雪「虎図」                                                                                       | 串本応挙芦雪館                        | 井浦新         | 6月8日     |
| 10 | サルバドール・ダリ「テトゥアンの大会戦」                                                               | 諸橋近代美術館                        | シシド・カフカ | 6月15日    |
| 11 | グスタフ・クリムト「ユディト I」                                                                       | オーストリア・ギャラリー              | 貫地谷しほり   | 6月22日    |
| 12 | 岡本太郎「太陽の塔」                                                                                   |                                       | 又吉直樹       | 6月29日    |
| 13 | 和田家住宅（白川郷）                                                                                   |                                       | 要潤           | 7月6日     |
| 14 | 速水御舟「炎舞」                                                                                       | 山種美術館                            | 田中麗奈       | 7月13日    |
| 15 | 長谷寺                                                                                                 |                                       | 貫地谷しほり   | 7月20日    |
| 16 | イサム・ノグチ「モエレ沼公園」                                                                         |                                       | 要潤           | 7月27日    |
| 17 | 高畑勲「かぐや姫の物語」                                                                               |                                       | 井浦新         | 8月3日     |
| 18 | 立石清重「旧開智学校校舎」                                                                             |                                       | 又吉直樹       | 8月10日    |
| 19 | 木村徳応「観音堂障壁画」                                                                               | 仁和寺                                | とよた真帆     | 8月17日    |
| 20 | -池袋 名建築タイムトリップ- 豊島区新庁舎 雑司が谷旧宣教師館 自由学園明日館 サンシャイン60              |                                       | シシド・カフカ | 8月24日    |
| 21 | 藤田嗣治「秋田の行事」                                                                                 | 秋田県立美術館 平野政吉コレクション   | 貫地谷しほり   | 8月31日    |
| 22 | アルフォンス・ミュシャ「モナコ・モンテカルロ」                                                         | ミュシャ財団                          | 要潤           | 9月7日     |
| 23 | -人生100年！女の生き様- 三岸節子「自画像」「さいたさいたさくらがさいた」                               | 三岸節子記念美術館                    | 近藤サト       | 9月14日    |
| 24 | -人生100年！女の生き様- 小倉遊亀「浴女その一」「浴女その二」                                           | 東京国立近代美術館                    | シシド・カフカ | 9月21日    |
| 25 | 百段階段（目黒雅叙園）                                                                                 |                                       | 貫地谷しほり   | 9月28日    |
| 26 | 横山大観「紅葉」                                                                                       | 足立美術館                            | 又吉直樹       | 10月5日    |
| 27 | エドゥアール・マネ「フォリー・ベルジェールのバー」                                                     | コートールド美術館                    | 深川麻衣       | 10月12日   |
| 28 | 谷内六郎「上總の町は貨車の列 火の見の高さに海がある」                                                  | 横須賀美術館谷内六郎館                | 水野美紀       | 10月19日   |
| 29 | 柳宗理「バタフライスツール」                                                                           |                                       | 要潤           | 10月26日   |
| 30 | 伝藤原信実、後京極良経「佐竹本三十六歌仙絵巻」                                                         | 出光美術館、相国寺ほか                | 近藤サト       | 11月2日    |
| 31 | フィンセント・ファン・ゴッホ「糸杉」                                                                   | メトロポリタン美術館                  | 片桐仁         | 11月9日    |
| 32 | -アートで人生が変わった! パブロ・ピカソ×太田光（前編）- 「ゲルニカ(タピスリ)」「フランコの夢と嘘」ほか | 群馬県立近代美術館 群馬県立館林美術館 | 太田光         | 11月16日   |
| 33 | -アートで人生が変わった! パブロ・ピカソ×太田光（後編）- 「草上の昼食」ほか                             | 箱根 彫刻の森美術館                   | 太田光         | 11月23日   |
| 34 | 鏑木清方「築地明石町」                                                                                 | 東京国立近代美術館                    | 酒井美紀       | 11月30日   |
| 35 | 日本橋三越本店                                                                                         |                                       | 貫地谷しほり   | 12月7日    |
| 36 | 内藤多仲「東京タワー」                                                                                 |                                       | 井浦新         | 12月14日   |
| 37 | 出雲大社                                                                                               |                                       | シシド・カフカ | 12月21日   |

| 回 | 作品・テーマ | 所蔵先                                                                         | Art Traveler                | 初回放送日 |
| -- | --- | ------------------------------------------------------------------------------ | --------------------------- | ---------- |
| 38 | -行ってみたいホテル/旅館- 横浜「ホテルニューグランド」 |                                                                                | 要潤                        | 1月4日     |
| 39 | -人生100年! 女の生き様- 三橋節子 「花折峠」 | 三橋節子美術館                                                                 | 奥貫薫                      | 1月11日    |
| 40 | -行ってみたいホテル/旅館- 銀山温泉 |                                                                                | 貫地谷しほり                | 1月18日    |
| 41 | 荒川修作＋マドリン・ギンズ「三鷹天命反転住宅」 |                                                                                | 田辺誠一                    | 1月25日    |
| 42 | 榮久庵憲司「キッコーマン『醤油卓上びん』」 |                                                                                | 片桐仁                      | 2月1日     |
| 43 | -動物を見つめた画家たち 第1弾「猫」- 熊谷守一「白猫」 長谷川燐二郎「猫」 | 豊島区立熊谷守一美術館 宮城県美術館                                            | 酒井美紀                    | 2月8日     |
| 44 | 太宰府天満宮 |                                                                                | 又吉直樹                    | 2月15日    |
| 45 | 山口蓬春「山湖」 | 松岡美術館                                                                     | とよた真帆                  | 2月22日    |
| 46 | 藤牧義夫「隅田川絵巻」 | 館林市第一資料館                                                               | 要潤                        | 2月29日    |
| 47 | 吉澤章「蝉」 | 吉澤章 折り紙ギャラリー                                                        | シシド・カフカ              | 3月7日     |
| 48 | 奈良「法隆寺」 |                                                                                | 佐野史郎 高田聖子（案内人） | 3月21日    |
| 49 | -アートで人生が変わった!- 芹沢銈介 「御滝図のれん」 | 静岡市立芹沢銈介美術館                                                         | 林家たい平                  | 3月28日    |
| 50 | -春の京都で美に憩う- 老舗旅館「柊家」 |                                                                                | 又吉直樹                    | 4月4日     |
| 51 | -春の京都で美に憩う- 妙心寺「退蔵院の庭」 |                                                                                | 近藤サト                    | 4月11日    |
| 52 | -春の京都で美に憩う- 二条城（前編） |                                                                                | シシド・カフカ              | 4月18日    |
| 53 | -春の京都で美に憩う- 二条城（後編） |                                                                                | シシド・カフカ              | 4月25日    |
| 54 | -春の京都で美に憩う- 豪華旅館「長楽館」 |                                                                                | 田中卓志                    | 5月2日     |
| 55 | いわさきちひろ 「あめのひのおるすばん」 | 安曇野ちひろ美術館                                                             | 奥貫薫                      | 5月9日     |
| 56 | -今こそアートのチカラを 第1弾 西洋美術で安らぎと勇気を!- ミケランジェロ・ブオナローティ 「ピエタ」 ウジェーヌ・ドラクロワ 「民衆を導く自由の女神」 クロード・モネ 「睡蓮」連作 | サン・ピエトロ大聖堂 ルーヴル美術館 オランジュリー美術館                       | -                           | 5月16日    |
| 57 | -今こそアートのチカラを 第2弾 日本の建築美を堪能!- 立石清重「旧開智学校校舎」 伊東忠太「築地本願寺」 内藤多仲「東京タワー」                                                    |                                                                                | 又吉直樹 井浦新             | 5月23日    |
| 58 | -今こそアートのチカラを 第3弾 絵を描く喜びを生きる力に!- 小倉遊亀「浴女 その一」「浴女 その二」 片岡球子「山 富士山」 三岸節子「さいたさいたさくらがさいた」「自画像」         | 東京国立近代美術館 北海道立近代美術館 一宮市三岸節子記念美術館                 | シシド・カフカ              | 5月30日    |
| 59 | -今こそアートのチカラを 第4弾 誰もが知る美しき超有名国宝編- 平清盛「嚴島神社」 池田輝政「姫路城」 足利義政「銀閣寺」                                                           |                                                                                | -                           | 6月6日     |
| 60 | -今こそアートのチカラを 第5弾 - ノートルダム大聖堂 |                                                                                | -                           | 6月13日    |
| 61 | -今こそアートのチカラを 第6弾 日本美術・ゆるい絵のDNA編- 伊藤若冲「果蔬涅槃図」 / 「五百羅漢像」 長沢芦雪「白象黒牛図屏風」                                                    | 浄土宗西山深草派総本山誓願寺 黄檗宗百丈山石峰寺 ロサンゼルス・カウンティ美術館 | -                           | 6月20日    |
| 62 | -今こそアートのチカラを 第7弾 あっと驚く世界の名建築編- ルートヴィヒ2世「ノイシュヴァンシュタイン城」 チャールズ・ムーア「シーランチ」                                         |                                                                                | -                           | 6月27日    |
| 63 | -今こそアートのチカラを 第8弾 - 本多静六「日比谷公園」 |                                                                                | 要潤                        | 7月4日     |
| 64 | -今こそアートのチカラを 第9弾 - GINZA SIX |                                                                                | 南果歩                      | 7月11日    |
| 65 | -今こそアートのチカラを 第10弾 - バンクシー「ゲームチェンジャー」 |                                                                                | 中川翔子                    | 7月18日    |
| 66 | -今こそアートのチカラを 第11弾 - 安藤緑山「三茄子」 | 清水三年坂美術館                                                               | 片桐仁                      | 7月25日    |
| 67 | -今こそアートのチカラを 第12弾 - 兵庫県立横尾救急病院展 | 横尾忠則現代美術館                                                             | シシド・カフカ              | 8月1日     |
| 68 | -今こそアートのチカラを 第13弾 横浜三塔物語- 神奈川県本庁舎（キング） 横浜税関（クイーン） 横浜市開港記念会館（ジャック）                                                      |                                                                                | 要潤                        | 8月8日     |
| 69 | -今こそアートのチカラを 第14弾 - 富士屋ホテル |                                                                                | 田中卓志                    | 8月15日    |
| 70 | -今こそアートのチカラを 第15弾 - 金谷善一郎 ・ 金谷眞一 「日光金谷ホテル」 |                                                                                | 貫地谷しほり                | 8月22日    |
| 71 | -今こそアートのチカラを 第16弾 - 葛飾北斎「富嶽三十六景」 |                                                                                | シシド・カフカ              | 8月29日    |
| 72 | -今こそアートのチカラを 第17弾 - ヨハネス・フェルメール「ヴァージナルの前に座る若い女性」                                                                                      |                                                                                | 酒井美紀                    | 9月5日     |
| 73 | -今こそアートのチカラを 第18弾 - 剣持勇「ヤクルト容器」 | ヤクルト本社中央研究所                                                         | 林家たい平                  | 9月12日    |
| 74 | -今こそアートのチカラを 第19弾- 草間彌生「わが永遠の魂」 | 草間彌生美術館                                                                 | 中川翔子                    | 9月19日    |
| 75 | -今こそアートのチカラを 第20弾- 村野藤吾「日生劇場」 |                                                                                | 南果歩                      | 9月26日    |
| 76 | -今こそアートのチカラを 第21弾- 内田祥三「東京大学総合図書館」 |                                                                                | 又吉直樹                    | 10月3日    |
| 77 | -今こそアートのチカラを 第22弾 海に浮かぶ重要文化財- 日本郵船氷川丸 | 山下公園（横浜港）                                                             | 要潤                        | 10月10日   |
| 78 | -今こそアートのチカラを 第23弾- 東山魁夷「緑響く」 | 長野県信濃美術館・東山魁夷館                                                   | シシド・カフカ              | 10月17日   |
| 79 | 佐藤可士和 デザインとアートの領域を超える |                                                                                | 片桐仁                      | 10月24日   |
| 80 | 鎌倉五山「秋の古都・鎌倉」 |                                                                                | 近藤サト                    | 10月31日   |
| 81 | 狩野永徳「洛中洛外図屏風」 | 米沢市上杉博物館                                                               | 渡辺いっけい                | 11月7日    |
| 82 | 金沢21世紀美術館 |                                                                                | 寺島しのぶ                  | 11月14日   |
| 83 | マルニ木工×深澤直人「HIROSHIMA」 | 武蔵野美術大学美術館・図書館                                                   | 要潤                        | 11月21日   |
| 84 | -人生100年! 女の生き様- 秋野不矩「ガンガー」 | 浜松市秋野不矩美術館                                                           | 奥貫薫                      | 11月28日   |
| 85 | -今こそアートのチカラを- 丸形郵便ポスト（郵便差出箱1号丸型） | 郵政博物館                                                                     | 片桐仁                      | 12月5日    |
| 86 | 旅館「金具屋」「斉月楼」（渋温泉） |                                                                                | 田中道子                    | 12月12日   |
| 87 | レオ・レオーニ「スイミー」 |                                                                                | 戸田恵子                    | 12月19日   |
| 88 | 大倉喜七郎・高橋貞太郎「川奈ホテル」 |                                                                                | 田中卓志                    | 12月26日   |

| 回  | 作品・テーマ                                                       | 所蔵先                               | Art Traveler             | 初回放送日 |
| --- | ------------------------------------------------------------------ | ------------------------------------ | ------------------------ | ---------- |
| 89  | リチャード・ヘンリー・ブラントン「犬吠埼灯台」                     |                                      | シシド・カフカ           | 1月9日     |
| 90  | 岡部憲明「小田急ロマンスカー・GSE（70000形）」                     |                                      | 要潤                     | 1月16日    |
| 91  | 藤原頼通「平等院鳳凰堂」                                           |                                      | 本上まなみ               | 1月23日    |
| 92  | シリーズ 女の生き様 第6弾 石岡瑛子 世界に挑み続けた戦いの記録      |                                      | 冨永愛                   | 1月30日    |
| 93  | 川元良一「奥野ビル」                                               |                                      | 田中道子                 | 2月6日     |
| 94  | ルネ・マグリット「王様の美術館」                                   |                                      | 中川翔子                 | 2月13日    |
| 95  | 大江新太郎「神田明神」                                             |                                      | 本仮屋ユイカ             | 2月20日    |
| 96  | 伊藤若冲「月に叭々鳥図」                                           | 岡田美術館                           | 渡辺いっけい             | 2月27日    |
| 97  | ウィリアム・メレル・ヴォーリズ「山の上ホテル」                     |                                      | 又吉直樹                 | 3月6日     |
| 98  | 竹久夢二「港屋絵草紙店」                                           | 竹久夢二美術館                       | 貫地谷しほり             | 3月13日    |
| 99  | 安野光雅「旅の絵本」                                               | 安野光雅美術館                       | 片桐仁                   | 3月20日    |
| 100 | 春の東京アートウォーク・第1弾 重要文化財「勝鬨橋」                 |                                      | 田中卓志                 | 4月3日     |
| 101 | 春の東京アートウォーク・第2弾 特別史跡・特別名勝「小石川後楽園」   |                                      | シシド・カフカ           | 4月10日    |
| 102 | 春の東京アートウォーク・第3弾 朝倉文夫「台東区立朝倉彫塑館」       |                                      | 田辺誠一                 | 4月17日    |
| 103 | 春の東京アートウォーク・第4弾 重要文化財「早稲田大学大隈記念講堂」 |                                      | 内田有紀                 | 4月24日    |
| 104 | 初夏の古都・京の美 第1弾 世界遺産「龍安寺方丈・南庭」              |                                      | 近藤サト                 | 5月1日     |
| 105 | 初夏の古都・京の美 第2弾 「炭屋旅館」                              |                                      | 佐々木蔵之介             | 5月8日     |
| 106 | 初夏の古都・京の美 第3弾 祇園「八坂神社」                          |                                      | 本仮屋ユイカ             | 5月15日    |
| 107 | 初夏の古都・京の美 第4弾 大谷幸夫「国立京都国際会館」              |                                      | 伊野尾慧（Hey!Say!JUMP） | 5月22日    |
| 108 | 葛飾北斎「怒濤図」                                                 | 北斎館                               | 柳楽優弥                 | 5月29日    |
| 109 | 和田誠「週刊文春表紙」                                             | 多摩美術大学アートアーカイヴセンター | 清水ミチコ               | 6月5日     |
| 110 | 横浜ベイブリッジ〜大野美代子の橋梁デザイン〜                       |                                      | 八木亜希子               | 6月12日    |
| 111 | 永井博「A LONG VACATION」                                          |                                      | 田中裕二                 | 6月19日    |
| 112 | その人その暮らし 第1弾 「旧柳宗悦邸」                              |                                      | 林家たい平               | 6月26日    |
| 113 | 手塚治虫「ジャングル大帝」                                         | トキワ荘マンガミュージアム           | シシド・カフカ           | 7月3日     |
| 114 | 辰野金吾「日本銀行本店本館」                                       |                                      | 内田有紀                 | 7月10日    |
| 115 | 丹下健三「東京カテドラル聖マリア大聖堂」                           |                                      | 山本耕史                 | 7月17日    |
| 116 | キース・ヘリング「踊る二人のフィギュア」                           | 中村キース・ヘリング美術館           | 水原希子                 | 7月24日    |
| 117 | 上野公園 寛永寺                                                    |                                      | 本仮屋ユイカ             | 7月31日    |
| 118 | シリーズ 女の生き様 第7弾 桂ゆき「抵抗」                           | 東京都現代美術館                     | 奥貫薫                   | 8月7日     |
| 119 | 谷口吉生「葛西臨海水族園」                                         |                                      |                          | 8月14日    |
| 120 | 黒川紀章「中銀カプセルタワービル」                                 |                                      | 田辺誠一                 | 8月21日    |
| 121 | チームラボボーダレス                                               |                                      | シシド・カフカ           | 8月28日    |
| 122 | その人その暮らし 第2弾 「旧河井寬次郎邸」                          |                                      | 近藤サト                 | 9月4日     |
| 123 | 西沢立衛「軽井沢千住博美術館」                                     |                                      | 八木亜希子               | 9月11日    |
| 124 | フランク・ロイド・ライト「ヨドコウ迎賓館」                         |                                      | 内田有紀                 | 9月18日    |
| 125 | 新宿末廣亭                                                         |                                      | 本仮屋ユイカ             | 9月25日    |
| 126 | 夢窓疎石「西芳寺庭園」                                             |                                      | 冨永愛                   | 10月2日    |
| 127 | 葛飾柴又の景観                                                     |                                      | 黒谷友香                 | 10月9日    |
| 128 | 歌川国芳「相馬の古内裏」                                           | 東京富士美術館                       | 中川翔子                 | 10月16日   |
| 129 | 江ノ電のある風景                                                   |                                      | シシド・カフカ           | 10月23日   |
| 130 | 浅草花やしき                                                       |                                      | 小堺一機                 | 10月30日   |
| 131 | その人その暮らし 第3弾 「旧白洲邸武相荘」                          |                                      | 近藤サト                 | 11月6日    |
| 132 | 国宝「火焔型土器」と縄文アート                                     | 十日町市博物館                       | 本仮屋ユイカ             | 11月13日   |
| 133 | 藤子・F・不二雄「ドラえもん」                                      | 藤子・F・不二雄ミュージアム          | 千秋                     | 11月20日   |
| 134 | 横浜市「山下公園」                                                 |                                      | 要潤                     | 11月27日   |
| 135 | 柳澤吉保「六義園」                                                 |                                      | シシド・カフカ           | 12月4日    |
| 136 | 川越市「喜多院」                                                   |                                      | 黒谷友香                 | 12月11日   |
| 137 | 谷口ジロー「歩くひと」                                             | 世田谷文学館                         | 寺島しのぶ               | 12月18日   |
| 138 | アントニン・レーモンド「東京女子大学礼拝堂」                       |                                      | 内田有紀                 | 12月25日   |

| 回  | 作品・テーマ                                           | 所蔵先                                           | Art Traveler             | 初回放送日 |
| --- | ------------------------------------------------------ | ------------------------------------------------ | ------------------------ | ---------- |
| 139 | 修善寺 新井旅館                                        |                                                  | 又吉直樹                 | 1月8日     |
| 140 | 渡辺長男「日本橋麒麟像」                               |                                                  | 尾上松也                 | 1月15日    |
| 141 | 国宝土偶「縄文のビーナス」と「仮面の女神」             | 茅野市尖石縄文考古館                             | 本仮屋ユイカ             | 1月22日    |
| 142 | 妻木頼黄「横浜赤レンガ倉庫」                           |                                                  | 八木亜希子               | 1月29日    |
| 143 | シリーズ 女の生き様 第8弾 篠田桃紅「静」               | 岐阜現代美術館                                   | 近藤サト                 | 2月5日     |
| 144 | 月岡芳年「大日本名将鑑」                               |                                                  | 中川翔子                 | 2月12日    |
| 145 | 前川國男「東京文化会館」                               |                                                  | シシド・カフカ           | 2月19日    |
| 146 | 藤森照信「空飛ぶ泥舟」                                 |                                                  | 内田有紀                 | 2月26日    |
| 147 | その人その暮らし 第4弾 「濱田庄司記念益子参考館」      |                                                  | 羽田美智子               | 3月5日     |
| 148 | ジョアン・ミロと日本                                   |                                                  | 林家たい平               | 3月12日    |
| 149 | 風景の国宝 Part2 別府の湯けむり景観                    |                                                  | 黒谷友香                 | 3月19日    |
| 150 | 鎌倉市「鶴岡八幡宮」                                   |                                                  | 渡辺いっけい             | 4月2日     |
| 151 | 新宿御苑                                               |                                                  | シシド・カフカ           | 4月9日     |
| 152 | 隅田川テラス                                           |                                                  | 田中卓志（アンガールズ） | 4月16日    |
| 153 | 銀座伊東屋と文房具の美                                 |                                                  | 貫地谷しほり             | 4月23日    |
| 154 | カラヴァッジョ「音楽家たち」                           | 国立新美術館                                     | 冨永愛                   | 4月30日    |
| 155 | 銚子電鉄                                               |                                                  | 八木亜希子               | 5月7日     |
| 156 | 縄文アート 第3弾 遮光器土偶の不思議な世界              | 八戸市是川縄文館                                 | 菊池桃子                 | 5月14日    |
| 157 | 風景の国宝 Part3 宮津 天橋立の景観                     |                                                  | 黒谷友香                 | 5月21日    |
| 158 | 日比谷公園大音楽堂                                     |                                                  | シシド・カフカ           | 5月28日    |
| 159 | 帆船日本丸                                             | 旧横浜船渠第一号船渠（日本丸メモリアルパーク内） | 要潤                     | 6月4日     |
| 160 | モディリアーニ「髪をほどいた横たわる裸婦」             | 大阪中之島美術館                                 | 荻野目洋子               | 6月11日    |
| 161 | 箱根神社の美                                           |                                                  | 相川七瀬                 | 6月18日    |
| 162 | エリック・カール「はらぺこあおむし」                   |                                                  | 水野美紀                 | 6月25日    |
| 163 | 清澄庭園                                               |                                                  | 田中卓志（アンガールズ） | 7月2日     |
| 164 | 安藤忠雄「こども本の森」                               |                                                  | 八木亜希子               | 7月9日     |
| 165 | 風景の国宝 Part4 金沢の文化的景観                      |                                                  | 黒谷友香                 | 7月16日    |
| 166 | 夏休み納涼アート旅 第1弾 横浜市港の見える丘公園        |                                                  | 要潤                     | 7月23日    |
| 167 | 夏休み納涼アート旅 第2弾 長野県軽井沢・聖パウロ教会    |                                                  | 内田有紀                 | 7月30日    |
| 168 | 夏休み納涼アート旅 第3弾 祇園祭「山鉾巡行」            |                                                  | 本仮屋ユイカ             | 8月13日    |
| 169 | 夏休み納涼アート旅 第4弾 瀬戸内アート巡り～直島 豊島～ |                                                  | 水原希子                 | 8月20日    |
| 170 | 夏休み納涼アート旅 第5弾 小樽レトロな街                |                                                  | 渡辺いっけい             | 8月27日    |
| 171 | ルイス・キャロル「不思議の国のアリス」                 |                                                  | 篠原ともえ               | 9月3日     |
| 172 | 東京スカイツリー                                       |                                                  | 田中卓志（アンガールズ） | 9月10日    |
| 173 | 風景の国宝 Part5 遠野の文化的景観                      |                                                  | 黒谷友香                 | 9月17日    |
| 174 | 谷口吉生「広島市環境局中工場」                         |                                                  | 八木亜希子               | 9月24日    |
| 175 | シリーズ 女の生き様 第9弾 照明デザイナー 石井幹子      |                                                  | 羽田美智子               | 10月1日    |
| 176 | 北欧デザインの力「イッタラ」                           |                                                  | 美村里江                 | 10月15日   |
| 177 | 秩父アート巡り                                         |                                                  | シシド・カフカ           | 10月22日   |
| 178 | 川瀬巴水「秋の越路」                                   | 千葉市美術館                                     | 林家たい平               | 10月29日   |
| 179 | ウェストミンスター寺院と宮殿                           |                                                  | 田中道子                 | 11月5日    |
| 180 | 日本の建築を変えた! バウハウスとは?                    |                                                  | 田辺誠一                 | 11月12日   |
| 181 | 丸の内ストリートギャラリー                             |                                                  | 篠原ともえ               | 11月19日   |
| 182 | 水戸岡鋭治「列車デザイン」                             |                                                  | 田中卓志（アンガールズ） | 11月26日   |
| 183 | 新宿駅西口広場                                         |                                                  | 小堺一機                 | 12月3日    |
| 184 | 岡本太郎がTAROになるまで                               |                                                  | 堀田茜                   | 12月10日   |
| 185 | ウォーホル「最後の晩餐」と京都                         |                                                  | 木村カエラ               | 12月17日   |
| 186 | 横浜マリンタワー                                       |                                                  | 斉藤由貴                 | 12月24日   |

| 回  | 作品・テーマ                                          | 所蔵先             | Art Traveler                   | 初回放送日 |
| --- | ----------------------------------------------------- | ------------------ | ------------------------------ | ---------- |
| 187 | 西新井大師                                            |                    | 渡辺いっけい                   | 1月7日     |
| 188 | ヴァロットンとロートレック                            |                    | 鈴木保奈美                     | 1月14日    |
| 189 | 東山温泉と会津建築                                    |                    | 黒谷友香                       | 1月21日    |
| 190 | 江の島アート散歩                                      |                    | 八木亜希子                     | 1月28日    |
| 191 | 井の頭恩賜公園                                        |                    | 中村雅俊                       | 2月4日     |
| 192 | 応挙イリュージョン「大乗寺 客殿」                     |                    | 本仮屋ユイカ                   | 2月11日    |
| 193 | DIORと日本                                            |                    | 篠原ともえ                     | 2月18日    |
| 194 | 箱根登山鉄道                                          |                    | 田中卓志（アンガールズ）       | 2月25日    |
| 195 | 歌舞伎座1時間スペシャル                               |                    | 内田有紀                       | 3月4日     |
| 196 | エゴン・シーレ                                        |                    | 斉藤由貴                       | 3月11日    |
| 197 | ハンス・J・ウェグナー「世界一有名な椅子と北欧ライフ」 |                    | 美村里江                       | 3月18日    |
| 198 | 名庭園「椿山荘」                                      |                    | シシド・カフカ                 | 3月25日    |
| 199 | 大徳寺                                                |                    | 渡辺いっけい                   | 4月1日     |
| 200 | 春の京都で美に憩う 「叡山電車」                       |                    | 本上まなみ                     | 4月8日     |
| 201 | 春の京都で美に憩う 「東福寺」                         |                    | 荻野目洋子                     | 4月15日    |
| 202 | 京都吉兆嵐山本店                                      |                    | 近藤サト                       | 4月22日    |
| 203 | 長良川鉄道                                            |                    | シシド・カフカ 八木亜希子      | 4月29日    |
| 204 | ポケモン×工芸作家3番勝負                              |                    | 本仮屋ユイカ                   | 5月6日     |
| 205 | 菅原栄蔵「銀座ライオン」                              |                    | 林家たい平                     | 5月13日    |
| 206 | 吉阪隆正「大学セミナーハウス」                        |                    | 田中卓志（アンガールズ）       | 5月20日    |
| 207 | 葛飾北斎の江戸                                        |                    | 緒形直人                       | 5月27日    |
| 208 | レトロ建築 in 日比谷公園                              |                    | 杏子                           | 6月3日     |
| 209 | ロン・ミュエク「スタンディング・ウーマン」            | 十和田市現代美術館 | 小雪                           | 6月10日    |
| 210 | アンリ・マティス「ロザリオ礼拝堂」                    |                    | 市川実日子                     | 6月17日    |
| 211 | 丹下健三「東京都庁」                                  |                    | 田中道子                       | 6月24日    |
| 212 | 銀河鉄道999                                           |                    | タケカワユキヒデ               | 7月1日     |
| 213 | 妹島和世「001系 特急Laview」                          |                    | 田中卓志（アンガールズ）       | 7月8日     |
| 214 | 群馬音楽センター                                      |                    | 内田有紀                       | 7月15日    |
| 215 | ソール・ライター「Early Color」                       |                    | シシド・カフカ                 | 7月22日    |
| 216 | 夏の記憶 「湘南港ヨットハウス」                       |                    | 石原良純                       | 7月29日    |
| 217 | 夏の記憶 「阪神甲子園球場」                           |                    | 栗山英樹                       | 8月5日     |
| 218 | 夏の記憶 「広島平和記念公園」                         |                    | 戸田菜穂                       | 8月12日    |
| 219 | 夏の記憶 山下清「長岡の花火」                         |                    | 山崎静代（南海キャンディーズ） | 8月19日    |
| 220 | 夏の記憶 「四万温泉・積善館」                         |                    | 中山忍                         | 8月26日    |
| 221 | ヨシタケシンスケ「メメンとモリ」                      |                    | 千秋                           | 9月2日     |
| 222 | 蔡國強「満天の桜が咲く日」                            |                    | 水原希子                       | 9月9日     |
| 223 | J.M.W.ターナー                                        |                    | 渡辺いっけい                   | 9月16日    |
| 224 | 熊本「通潤橋」                                        |                    | 緒形直人                       | 9月23日    |
| 225 | 歌川国芳とアートな街・倉敷                            |                    | 林家たい平                     | 9月30日    |
| 226 | バンクシー「ウクライナ郵便局が発行した切手」          |                    | 内田也哉子                     | 10月7日    |
| 227 | 長沢芦雪のゆるかわ子犬                                |                    | 本仮屋ユイカ                   | 10月14日   |
| 228 | 帝国ホテル 東京                                       |                    | 内田有紀                       | 10月21日   |
| 229 | 林亮太「色鉛筆アート・秋の情景」                      |                    | シシド・カフカ                 | 10月28日   |
| 230 | イサム・ノグチ「AKARI」                               |                    | 美村里江                       | 11月4日    |
| 231 | 牧野富太郎「大日本植物志」                            |                    | 山本美月                       | 11月11日   |
| 232 | 宮川香山の超絶技巧                                    |                    | 八木亜希子                     | 11月18日   |
| 233 | 高輪消防署二本榎出張所                                |                    | 渡辺いっけい                   | 11月25日   |
| 234 | THE TOKYO TOILET                                      |                    | 田中卓志（アンガールズ）       | 12月2日    |
| 235 | キュビスム                                            |                    | 篠原ともえ                     | 12月9日    |
| 236 | 磯崎新「モンローチェア」                              |                    | シシド・カフカ                 | 12月16日   |
| 237 | 石の教会 内村鑑三記念堂                               |                    | 廣津留すみれ                   | 12月23日   |

| 回  | 作品・テーマ                                          | 所蔵先                                | Art Traveler                   | 初回放送日 |
| --- | ----------------------------------------------------- | ------------------------------------- | ------------------------------ | ---------- |
| 238 | 奈良美智「女の子たち」                                | 青森県立美術館                        | 小雪                           | 1月6日     |
| 239 | 帝国劇場                                              |                                       | 田中道子                       | 1月13日    |
| 240 | 棟方志功 in 青森の秘湯                                |                                       | 緒形直人                       | 1月20日    |
| 241 | 立原道造「ヒアシンスハウス」                          |                                       | 内田有紀                       | 1月27日    |
| 242 | 劇団四季「ライオンキング」                            |                                       | 荻野目洋子                     | 2月3日     |
| 243 | 薬師寺                                                |                                       | 本上まなみ                     | 2月10日    |
| 244 | 古谷振一「鉛筆画」                                    |                                       | シシド・カフカ                 | 3月2日     |
| 245 | イームズ「シェルチェア」                              |                                       | 光石研                         | 3月9日     |
| 246 | 柴田ケイコ「パンどろぼう」                            |                                       | 山崎静代（南海キャンディーズ） | 3月16日    |
| 247 | 美しきニッポンの駅 「金沢駅東広場」                   |                                       | 田中美里                       | 3月23日    |
| 248 | 三枚の桜の物語                                        |                                       | 渡辺いっけい                   | 3月30日    |
| 249 | 浜離宮恩賜庭園                                        |                                       | 山崎怜奈                       | 4月6日     |
| 250 | 東武新型特急 スペーシアX                              |                                       | 田中卓志（アンガールズ）       | 4月13日    |
| 251 | 松本城とレトロ建築巡り                                |                                       | 田中道子                       | 4月20日    |
| 252 | 小川三知 ステンドグラス                               |                                       | 八木亜希子                     | 4月27日    |
| 253 | 須藤玲子「続・こいのぼりなう！」                      |                                       | 林家たい平                     | 5月4日     |
| 254 | 豪華絢爛！「金屏風」                                  |                                       | 高島礼子                       | 5月11日    |
| 255 | 西本願寺と国宝「飛雲閣」                              |                                       | 松嶋尚美                       | 5月18日    |
| 256 | スヌーピー（ピーナッツ）                              | スヌーピーミュージアム                | 関根麻里                       | 5月25日    |
| 257 | 上高地帝国ホテル                                      |                                       | 内田有紀                       | 6月1日     |
| 258 | ブランクーシ「空間の鳥」                              |                                       | 市川紗椰                       | 6月8日     |
| 259 | 山口晃「捕鶴圖」                                      |                                       | 田中要次                       | 6月15日    |
| 260 | 山本理顕設計「横浜市立子安小学校」                    |                                       | 松丸亮吾                       | 6月22日    |
| 261 | 萬鉄五郎「裸体美人」                                  | 東京国立近代美術館                    | シシド・カフカ                 | 6月29日    |
| 262 | 八ヶ岳高原音楽堂                                      |                                       | 廣津留すみれ                   | 7月6日     |
| 263 | 村上隆「風神図」「雷神図」                            |                                       | 秋山竜次（ロバート）           | 7月13日    |
| 264 | 旧古河庭園                                            |                                       | 山崎怜奈                       | 7月20日    |
| 265 | 松本竣介「立てる像」                                  | 神奈川県立近代美術館                  | 緒形直人                       | 7月27日    |
| 266 | 若生謙二「動物園をデザインする」                      |                                       | 田中直樹（ココリコ）           | 8月3日     |
| 267 | ARTで願う平和の旅第1弾 「世界平和記念聖堂」           |                                       | 西田尚美                       | 8月10日    |
| 268 | ARTで願う平和の旅第2弾 戦没画学生慰霊美術館「無言館」 |                                       | 内田有紀                       | 8月17日    |
| 269 | 田中達也「ミニチュア・アート」                        |                                       | シシド・カフカ                 | 8月24日    |
| 270 | 追悼 舟越桂「水に映る月蝕」                           | 箱根 彫刻の森美術館                   | 篠原ともえ                     | 8月31日    |
| 271 | わたせせいぞう50周年「ハートカクテル」                |                                       | 北村一輝                       | 9月7日     |
| 272 | 美しきニッポンの駅 「門司港駅」                       |                                       | 田中卓志（アンガールズ）       | 9月14日    |
| 273 | 水木しげる「妖怪画」                                  | 水木しげる記念館                      | 中川翔子                       | 9月21日    |
| 274 | 新発見！伊藤若冲「果蔬図巻」                          | 福田美術館                            | 渡辺いっけい                   | 10月5日    |
| 275 | アートの秋を楽しむ！「大地の芸術祭」                  |                                       | 和田彩花                       | 10月12日   |
| 276 | 東京・墨田区「向島百花園」                            |                                       | 山崎怜奈                       | 10月19日   |
| 277 | 「祖父江慎のブックデザイン」                          |                                       | 山崎静代（南海キャンディーズ） | 10月26日   |
| 278 | 山﨑健太郎「52間の縁側」                              |                                       | 知花くらら                     | 11月2日    |
| 279 | モネ「睡蓮の庭」                                      | 国立西洋美術館 角川武蔵野ミュージアム | 田辺誠一                       | 11月9日    |
| 280 | 三島喜美代「愛しきゴミのかたち」                      |                                       | 永井美奈子                     | 11月16日   |
| 281 | 田中一村「初夏の海に赤翡翠」                          | 東京都美術館                          | 美村里江                       | 11月23日   |
| 282 | アート旅 in 台湾 九份の美観 誕生の秘密                |                                       | 和田彩花                       | 11月30日   |
| 283 | アート旅 in 台湾 台湾の名建築を楽しむ                 |                                       | 和田彩花                       | 12月7日    |
| 284 | 藤城清治の影絵                                        | 藤城清治美術館那須高原                | 八木亜希子 MISIA               | 12月14日   |
| 285 | 学士会館                                              |                                       | 内田有紀                       | 12月21日   |
| 286 | 長崎 平和祈念像                                       |                                       | 石黒賢                         | 12月28日   |

| 回  | 作品・テーマ                                               | 所蔵先                     | Art Traveler             | 初回放送日 |
| --- | ---------------------------------------------------------- | -------------------------- | ------------------------ | ---------- |
| 287 | 迎賓館赤坂離宮                                             |                            | 田中道子                 | 1月4日     |
| 288 | 剣持勇「ラタンチェア」                                     |                            | シシド・カフカ           | 1月11日    |
| 289 | 中村元「サンシャイン水族館」                               |                            | 山崎怜奈                 | 1月18日    |
| 290 | 国宝「彦根城」                                             |                            | 市川紗椰                 | 1月25日    |
| 291 | 須田悦弘・超絶技巧の「雑草彫刻」                           |                            | 山本美月                 | 2月1日     |
| 292 | 再発見！昭和100年アート旅① 玉井力三「学習雑誌の表紙絵」    |                            | 渡辺いっけい             | 2月8日     |
| 293 | 尾崎豊「十七歳の地図」 グラフィックデザイナー 田島照久     |                            | 辛島美登里               | 2月15日    |
| 294 | 国際文化会館                                               |                            | 田中卓志（アンガールズ） | 2月22日    |
| 295 | 堀内誠一「ぐるんぱのようちえん」                           |                            | 小雪                     | 3月1日     |
| 296 | 蔦重と歌麿                                                 |                            | 高島礼子                 | 3月8日     |
| 297 | 再発見！昭和100年アート旅② 小松崎茂「未来予想図」          |                            | 加藤夏希                 | 3月15日    |
| 298 | ポール・ヘニングセン「PHシリーズ」                         |                            | 田辺誠一                 | 3月29日    |
| 299 | アートの発信地！「上野恩賜公園」                           |                            | 本仮屋ユイカ             | 4月5日     |
| 300 | 石川雲蝶の天井彫刻                                         |                            | シシド・カフカ           | 4月12日    |
| 301 | 岡山後楽園                                                 |                            | 山崎怜奈                 | 4月19日    |
| 302 | 下瀬美術館                                                 |                            | 田中道子                 | 4月26日    |
| 303 | 美しきシモネッタ                                           | 丸紅ギャラリー             | 咲妃みゆ                 | 5月3日     |
| 304 | ハタノ製作所「ネジマル」                                   |                            | 緒形直人                 | 5月10日    |
| 305 | 神田日勝「馬（絶筆・未完）」                               | 神田日勝記念美術館         | 八木亜希子               | 5月17日    |
| 306 | コターン「マルメロ、キャベツ、メロンとキュウリのある静物」 | 国立西洋美術館             | 和田彩花                 | 5月31日    |
| 307 | ゴジラ・THE・アート                                        | 森アーツセンターギャラリー | 加藤夏希                 | 6月7日     |
| 308 | 楳図かずお「ZOKU-SHINGO」                                  |                            | 中川翔子                 | 6月14日    |
| 309 | 北鎌倉「明月院」                                           |                            | 近藤サト                 | 6月21日    |
| 310 | 草間彌生「七色の富士」                                     | 京セラ美術館               | 篠原ともえ               | 6月28日    |
| 311 | 伊東豊雄「せんだいメディアテーク」                         |                            | 知花くらら               | 7月5日     |
| 312 | 洋画家 野見山暁治                                          |                            | 緒形直人                 | 7月12日    |
| 313 | 重要文化財「東京都庭園美術館本館」                         |                            | 真矢ミキ                 | 7月19日    |
| 314 | 鈴木英人「『FOR YOU』ジャケットイラスト」                  |                            | 荻野目洋子               | 7月26日    |
| 315 | 藤本壮介「大阪・関西万博の大屋根リング」                   |                            | 山崎怜奈                 | 8月2日     |
| 316 | 新発見！伊藤若冲・円山応挙が奇跡のコラボ                   |                            | 渡辺いっけい             | 8月9日     |
| 317 | 美しきニッポンの駅 「旧国立駅舎」                          |                            | 六平直政                 | 8月16日    |

## スタッフ
- 構成：青木研次 ほか
- 編集：伊東修一 ほか
- MA：慎次実 ほか
- 音効：渡邊みさき、中島克、木村俊之
- オープニングCG：オムニバス・ジャパン→ニック・スミス→井上昭浩（Vanilla Inc.）→ROBOT
- 番宣：石井真知子→宮本聖子→山室泰造→高倉木綿子（テレビ東京）
- プロデューサー：永田浩一→岩尾庄一郎→林祐輔→岡田英吉（テレビ東京）、栗本宏、深堀鋭（共に日経映像）、松本博之（ネクサス）
- 提供：
  - EPSON（放送開始 - 2006年12月）
  - KIRIN（2007年1月 - 2022年9月24日）
  - 損保ジャパン日本興亜（2017年4月1日 - 2020年3月28日）
  - HEBEL HAUS（2020年4月4日 - ）
- 協力：日本経済新聞社

## テーマ曲

### 美の巨人たち
オープニングテーマ
1. 『Giant step』(放送開始 - 2001年12月22日) 演奏:池田賢司featウェイウェイ
2. 『グレート・マスターズ・オブ・アート』（2001年12月29日 - 2006年12月?[いつ?]）
歌：羽根田ユキコ
3. 『The beauty of the earth』（2007年1月?[いつ?] - 2015年3月28日）
唄・作詞：ジョエル・タン 作曲：陳光榮
4. 「美の巨人たち オープニング・テーマ」（2015年4月4日 - 2019年3月30日）[3][12]　
作曲：辻井伸行

エンディングテーマ
1. 「美の巨人たち エンディング・テーマ」（2015年4月4日 - 2019年3月30日）[3][12]
作曲：辻井伸行

過去のエンディングテーマについては番組公式ホームページを参照。

### 新美の巨人たち
オープニング
1. 『Kaleidoscope』（2019年4月6日 - 2022年3月26日）
作曲：上原ひろみ[15]
2. 『カミーユ』（2022年4月2日 - ）
作曲・編曲：亀田誠治[16]

エンディング
1. 『Once in a Blue Moon』（2019年4月6日 - 2022年3月26日）
作曲：上原ひろみ
2. 『雨のカフェテラス』（2022年4月2日 - ）
作曲・編曲：亀田誠治[16]

## ネット局
テレビ東京系列とBSテレ東以外ではスポンサーは差し替えられている。
| 対象対象地域   | 放送局                | 系列                  | 放送日時            | ネット状況 | 脚注   |
| -------------- | --------------------- | --------------------- | ------------------- | ---------- | ------ |
| 関東広域圏     | テレビ東京（TX）      | テレビ東京系列        | 土曜 22:00 - 22:30  | 制作局     | 制作局 |
| 北海道         | テレビ北海道（TVh）   | テレビ東京系列        | 土曜 22:00 - 22:30  | 同時ネット |        |
| 愛知県         | テレビ愛知（TVA）     | テレビ東京系列        | 土曜 22:00 - 22:30  | 同時ネット |        |
| 大阪府         | テレビ大阪（TVO）     | テレビ東京系列        | 土曜 22:00 - 22:30  | 同時ネット |        |
| 岡山県・香川県 | テレビせとうち（TSC） | テレビ東京系列        | 土曜 22:00 - 22:30  | 同時ネット |        |
| 福岡県         | TVQ九州放送（TVQ）    | テレビ東京系列        | 土曜 22:00 - 22:30  | 同時ネット |        |
| 滋賀県         | びわ湖放送（BBC）     | 独立局                | 金曜 10:30 - 11:00  | 遅れネット |        |
| 奈良県         | 奈良テレビ（TVN）     | 独立局                | 日曜 7:30 - 7:59    | 遅れネット | [ 17 ] |
| 和歌山県       | テレビ和歌山（WTV）   | 独立局                | 日曜 8:00 - 8:30    | 遅れネット | [ 18 ] |
| 日本全国       | BSテレ東              | テレビ東京系列 BS放送 | 土曜 23:30 - 翌0:00 | 遅れネット | [ 20 ] |

### 過去のネット局
- 岐阜放送（GBS・独立局）
- 三重テレビ（MTV・同上）
- 新潟総合テレビ（NST・フジテレビ系列）[21]
- 信越放送（SBC・TBS系列）
- 富山テレビ（BBT・フジテレビ系列）
- 石川テレビ（ITC・同上）
- 山陰中央テレビ（TSK・同上）
- 南海放送（RNB・日本テレビ系列）
- テレビ山口（tys・TBS系列）[22]
- テレビ宮崎（UMK、フジテレビ系列・日本テレビ系列・テレビ朝日系列）

この他、放送エリア内にゆかりのある作品・人物を扱った回や局が主催・後援を行う展覧会に関係する回を単発で遅れネットしたことのある系列外局がある。

## 特別番組
- 2010年3月27日・28日に10周年記念特別番組が放送された。前者は30分延長、後者は16:00 - 17:15に放送された。
- 2014年には美の巨人たち放送700回記念「劇的空間!ローマ・ヴァチカン〜天才たちが鎬を削った美の饗宴」を放送（テレビ東京では2014年5月17日（前編）・5月24日（後編）、BSジャパンでは2014年6月4日（前編）・6月11日（後編1）・6月18日（後編2））。小林薫がナビゲーター・語り、中越典子がゲスト・ナレーションを務めた。
- 2015年10月（BSジャパンでは11月）には「美の巨人たち4週連続スペシャル『琳派』シリーズ」を放送。
- 2015年11月（BSジャパンでは12月）には「美の巨人たちスペシャル フランス･ロワール "古城巡り"」を2回に分けて放送。後編は60分拡大版。

## その他
- 小林以外の出演者や声優はクレジットされない事が多いが、青二プロダクション、シグマセブンの声優が務めることが多い。
- 協力の日本経済新聞では、毎週日曜日に番組との連動企画「美の美」を掲載している。

## 放送休止・延期の備考
- 『世界卓球選手権』の中継が延長した場合、休止になる場合もある。中でも、2010年5月29日放送分、2014年5月3日放送予定の変更により休止となった。
- 2017年6月3日は『全仏オープン男子シングルス3回戦』錦織圭vs鄭現の生中継が組まれたため休止となった。
- 2019年3月23日は『テレビ東京開局55周年特別企画 ドラマスペシャル 二つの祖国』が組まれたため休止となった。